# 문경시의 지질

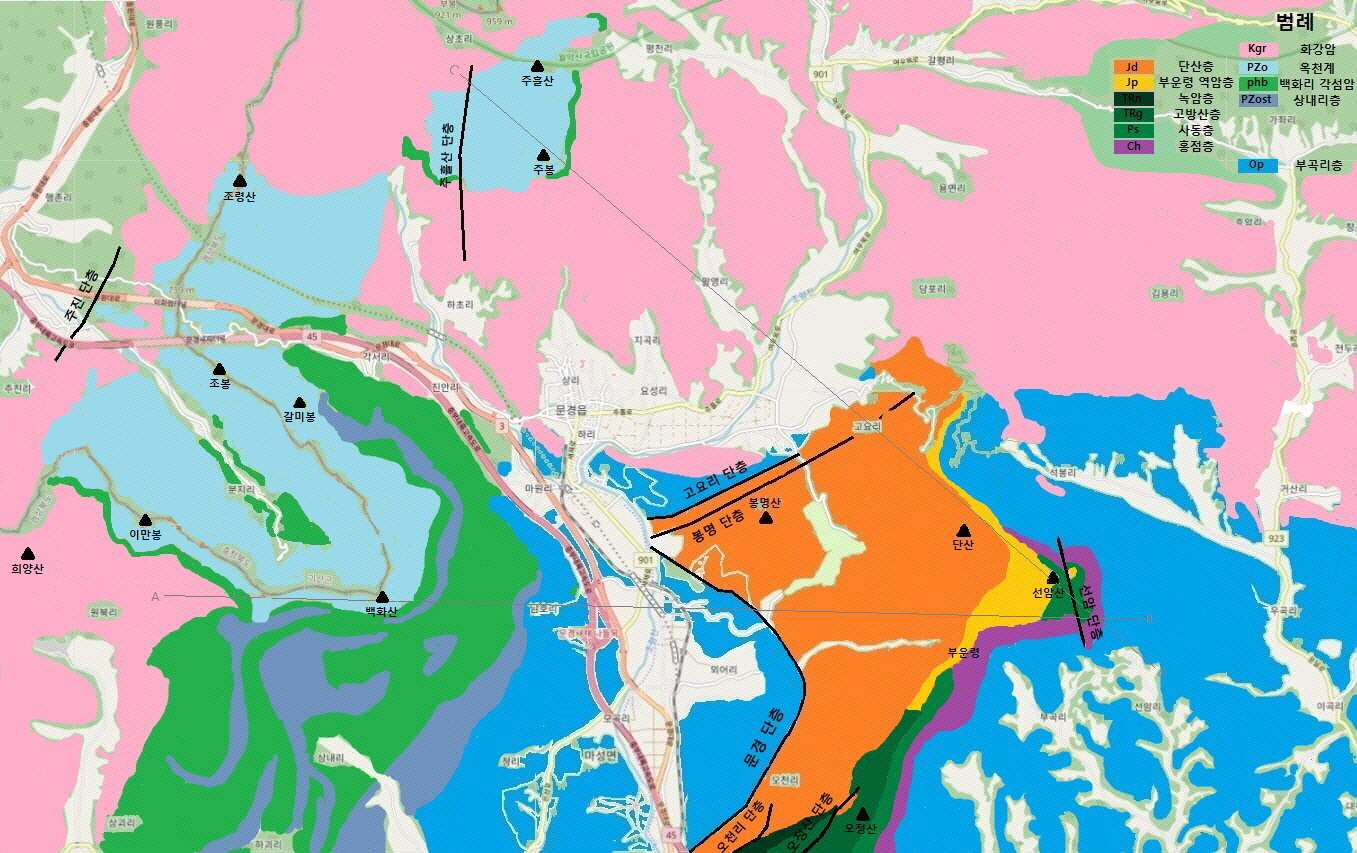
문경시의 지질

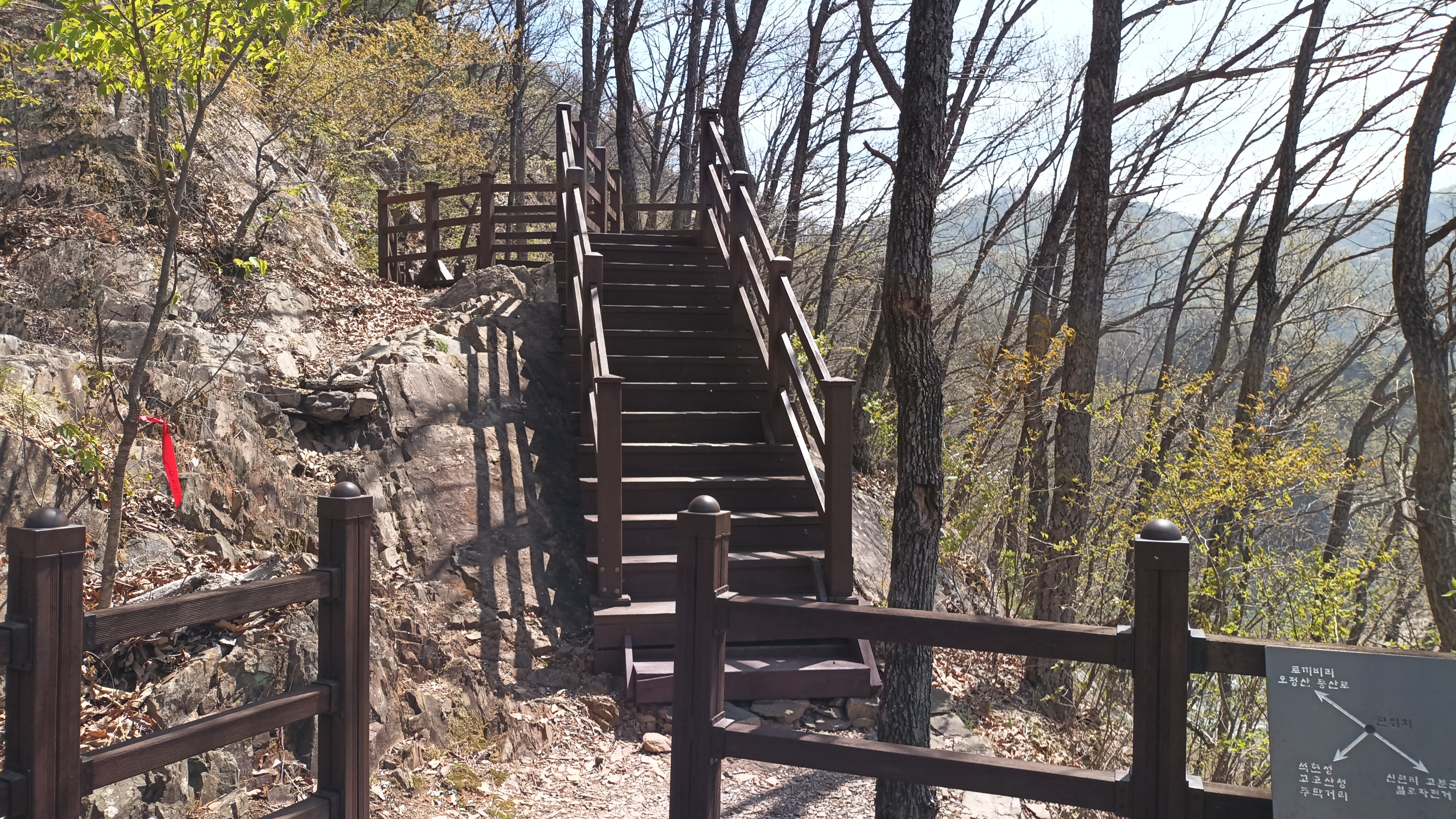
지질단면도

본 문서에서는 문경시의 지질과 문경탄전에 대해 설명한다.

## 개요
문경시는 옥천 습곡대와 영남 지괴의 경계에 위치한다. 영남 지괴/영남 육괴에 해당하는 남동부에는 선캄브리아기의 편암 및 편마암류가, 옥천 습곡대에 해당하는 북서부에는 조선 누층군, 평안 누층군, 대동 누층군, 옥천 누층군 및 백악기에 관입한 화강암이 분포한다. 평안 누층군과 대동 누층군에서는 석탄이 산출된다. 아래 문단에서, 노란색 바탕인 지층은 무연탄(석탄)을 포함하는 지층이다.
1:5만 지질도 상으로, 
- 단양 지질도폭(1967) 남서부 (동로면 명천리)[2]
- 괴산 지질도폭(1972) 남동부 (가은읍 완장리, 원북리 북서부)[3]
- 문경 지질도폭(1967) 대부분 (문경읍, 동로면 북서부, 산북면 북서부, 마성면 중북부, 호계면 부곡리, 선암리, 호계리, 가은읍 원북리 동부)[4]
- 상금곡 지질도폭(1967) 서부 (동로면, 산북면 동부)[5]
- 용유리 지질도폭(1973) 동부 (가은읍 죽문리 서부, 농암면 남서부, 북서부)[6]
- 함창 지질도폭(1968) 북부 (마성면 남부, 가은읍 남동부, 농암면 남동부, 호계면 중남부, 점촌지구, 영순면 서부, 산양면 서부)[7]
- 예천 지질도폭(1988) 북서부 (산북면 남부, 산양면 동부, 영순면 동부)[8]

에 해당한다.

## 선캄브리아기
문경시 내에서 영남 육괴의 일부인 선캄브리아기의 암석은 동·남부 끝 지역에 분포하며 예천군 지역으로 이어진다.

### 흑운모 화강암질 편마암
흑운모 화강암질 편마암(PCEbggn; Precambrian biotite granitic gneiss)은 영주시, 예천군 지역에서 이어져 문경시 동부 동로면 동부와 경천호 주변 산악 지역에 분포한다. 흑운모 화강암질 편마암의 편리의 주향은 북서 방향이며 경사는 남서 방향이다. 석영, 흑운모, 사장석, 정장석 등으로 구성된다.
문경시의 흑운모 화강암질 편마암
- 국도 제59호선 도로변의 편마암 노두, 문경시 산북면 대하리 (산북면 윗한두리길 21 부근)
북위 36° 39′ 58.9″ 동경 128° 15′ 47.9″ / 북위 36.666361°  동경 128.263306°
- 흑운모 화강암질 편마암을 관입한 암맥, 문경시 산북면 이곡리 지방도 제923호선 도로변
북위 36° 41′ 15.2″ 동경 128° 15′ 19.2″ / 북위 36.687556°  동경 128.255333°
- 왼쪽 노두의 근경
북위 36° 41′ 16.2″ 동경 128° 15′ 19.5″ / 북위 36.687833°  동경 128.255417°

### 대가산 편마암
대가산 편마암(Daegasan gneiss, 大佳山 片麻巖)은 함창 부근 (더 정확히는 공평동과 우지동 일대)에서 월방산 주변 지역까지 막곡 단층을 따라 북동-남서 방향의 대상(帶狀) 분포를 보여주고 있다. 본 암의 북서측 경계는 막곡 단층(옥동 단층일수도 있다)에 의하여 조선계 지층(부곡리층)과 접하고 있다. 대가산 편마암 변성 정도 및 변성된 모양에 따라 화강암질 편마암, 호상 편마암 및 이들에 협재되는 운모질 석영 편암 및 석회암층으로 구분된다.
화강암질 편마암(granite gneiss)은 호계면 구산리 이북 지역으로, 호계면 지천리와 가도리, 산북면 서중리와 대상리의 경계 산악 지역에 분포한다. 주로 사장석, 석영, 흑운모 및 미사장석 등으로 구성되며 인회석 저어콘 및 백운모 등이 수반 광물로 나타난다. 지천리 부근에서는 흔히 소규모의 석회규산염암과 흑연을 함유한 운모편암이 잔류하고 있다. 이 석회규산염암은 주로 투휘석(透輝石), 석영 및 자류석(柘榴石) 등으로 이루어지며 자철석이 수반된다. 이 지역에서 엽리의 주향은 북동 방향, 경사는 북서 30~50°정도이다. 이 암석은 상금곡도폭의 흑운모 화강암질 편마암과 동일한 암석으로 보인다. 호상 편마암(bgn; daegasan gneiss banded gneiss)은 공평동, 우지동 남동부에서 산양면 봉정리 월방산 주변 지역까지 북동-남서 방향으로 막곡 단층을 따라 좁고 길게 분포한다. 본 암석은 흑운모-석영-장석 편마암으로 대표되며 편암류는 백운모 편암 및 백운모-규선석(硅線石) 편암 등으로 구성된다. 흑운모-석영-장석 편마암은 호상 구조가 현저하게 발달하며 주로 석영, 사장석, 미사장석 및 흑운모로 구성되고 백운모, 견운모, 인회석, 저어콘, 자철석 및 자류철석(磁硫鐵石)을 수반한다. 주향은 북동이며 경사는 북서로 50~65°정도이다.

### 금곡리 편암
금곡리 편암(Ksch; Keumgokri schist, 金谷里片巖)은 원래 상주시 함창읍 금곡리를 중심으로 동북동 방향의 발달을 보이는 편암류 암석으로 금곡리에서 북동 방향으로 연장되어 영순면 남부의 율곡리와 말응리, 이목리 지역에 분포한다. 편암류는 백운모 편암, 복운모 편암, 백운모-전기석(電氣石) 편암, 자류석-흑운모 편암, 함(含)운모석영 편암, 흑운모-석영-장석 편암, 흑운모-흑연 편암, 녹니석 편암 등 다양한 종류의 편암으로 구성된다.

## 고생대조선 누층군
고생대의 지층은 동로면 경천호-점촌동을 잇는 선(더 정확히는 옥동 단층) 북서부에만 분포한다. 흔히 대석회암층군으로 불리는 고생대 오르도비스기의 조선 누층군과 평안 누층군으로 나누어진다. 셰일과 석회암이 공존하는 태백 지역과는 달리 문경 지역에서는 대석회암층군(조선 누층군)에 석회암만 분포하는 것으로 알려져 있다. 평안 누층군은 조선 누층군 상위에 부정합으로 놓인다.
조선 누층군 문경층군(Mungyeong group, 聞慶層群) 또는 문경형 조선 누층군(Mungyeong-type Joseon supergroup)은 경상북도 문경시에 분포하는 전기 고생대의 탄산염-규산염 퇴적체로 구성되어 있다. 문경층군의 퇴적암들은 변형을 많이 받았고 지질시대를 명확히 규정할 만한 화석이 별로 없어 현재까지도 문경층군에 대한 층서적 논란이 진행되고 있다. 과거 문경 및 함창 지질도폭(1967)에서는 문경 지역의 조선 누층군을 부곡리층으로 명명했으나 현재 학계에서는 문경층군을 하부 구랑리층과 상부 석회암층으로 구분한다.

### 아오지의 분류
아오지 키요히코(靑地淸彥, 1942)는 문경층군을 하부로부터 구량리층, 마성층, 하내리층, 석교리층, 정리층, 도탄리층으로 구분하였다.
| 제 2대 | 제 2대                                            | 제 2대   | 제 2대                                   |                           | 제 3대 | 제 3대                                | 제 3대                                 | 제 3대 |
| 지층명 | 구성 암석                                         | 두께 (m) | 화석                                     | 지층명                    | 구성 암석 | 두께 (m)                              | 화석                                   |        |
| ------ | ------------------------------------------------- | -------- | ---------------------------------------- | ------------------------- | --- | ------------------------------------- | -------------------------------------- | ------ |
| 제5층  | 회색, 청색, 흑색, 적색 석회암 갈색, 회색 셰일     | 100      | 견탄리 북방의 청회색 셰일 중 Lingula sp. | 도탄층 (都吞層)           | 청색(간혹 흑색)의 돌로마이트질 괴상 석회암 하부에 흑색 셰일, 청색 이회암 협재 | 300                                   | Pagodispira sp.                        |        |
| 제4층  | 청색 단괴상 석회암 백운질 석회암, 흑색 셰일 협재  | 450      |                                          | 정리층 (鼎里層)           | 흑색 대상석회암 | 300                                   |                                        |        |
| 제3층  | 잡색 석회암                                       | 350      |                                          | 석교리층 (石橋里層)       | 암청색 석회암과 황갈색 이회암이 교호 | 200                                   |                                        |        |
| 제2층  | 흑색 셰일                                         | 30~50    |                                          | 하내리층 (下乃里層)       | 주로 석회암과 셰일 암청색 석회암 담회색, 암청색 석회암, 박층의 흑색 셰일 흑색 판암(板巖) 암회색 단괴상 석회암 흑색 운모질사암                                                                                   | 전체 150 100 30 20 3                  | Kogenium                               |        |
| 제1층  | 담색 단괴상 석회암 최하부에 갈색 규암과 셰일 협재 | 600      |                                          | 영강층 (潁江層) (→마성층) | 주로 석회암과 셰일 암회색 단괴상 석회암 적색 셰일, 석회암 청색 석회질셰일 청색 단괴상 석회암 청색 석회암 암청색 단괴상 셰일 흑색 셰일 흑색 사암 석회암 백운질석회암 암회색 단괴상 석회암 암적색 셰일 충식석회암 | 전체 100 3 15 7 5 15 5 15 10 2 6 2 10 | - Nissusia - Piychoparia - Redlichia - |        |
|        |                                                   |          |                                          | 구랑리층 (九郞里層)       | 암적색(간혹 청회색) 셰일 | 150 이상                              | Redlichia                              |        |

### 장산 규암층
장산 규암층(CEj; Cambrian jangsan formation)은 조선 누층군의 최하부 지층으로, 문경시 내에서는 동로면 수평리-산북면 종곡리 사이의 약 5 km 지역에만 소규모로 대상(帶狀) 분포한다. 이 지층은 하위의 선캄브리아기의 흑운모 화강암질 편마암(PCEbggn)을 부정합으로 덮고 북측에서는 백악기의 흑운모 화강암(Kbgr)에 의해 관입당해 있다. 지층의 주향과 경사는 수평리 계곡 노두에서는 북동 20°및 북서 80°이며 종곡리 남방에서는 북동 70°및 북서 70°이다. 암석은 백색 내지 회백색이다.

### 산북 석회암층
조선계 산북 석회암층(CEsls)은 이름이 나타나는 대로 산북면 (문경시)의 중·서부 일대에 분포한다. 남측의 이곡리 일대에서 선캄브리아기의 흑운모 화강암질 편마암(PCEbggn)과 부정합으로 접하고, 북측의 거산리-김용리 일대에서 중생대 흑운모 화강암(Kbgr)에 의해 관입당해있다.

### 부곡리층
조선계 대석회암층군 (부곡리층)(Op)은 호계면 부곡리를 중심으로 호계면, 산북면, 신기동 일대 그리고 마성면 남호리를 중심으로 문경읍 남부와 마성면 중부, 가은읍 일대에 서로 떨어져 분포한다. 이 지층은 연속적으로 분포하는 것이 아니라, 문경 대역단층에 의해 대동계 단산층(Jd)과 단층접촉으로서 반복 노출된 지층이다.
- 동부의 호계면 부곡리를 중심으로 분포하는 부곡리층은 호계면-마성면 경계와 불정동 지역에서는 상위의 평안계 지층에 의해 부정합으로 덮이고, 호계면 동쪽 끝에서는 선캄브리아기의 화강암질 편마암(PCEggn) 및 대가산 편마암(bgn)과 접하고 있으며, 산북면 김용리 일대에서 중생대 흑운모 화강암(Kbgr)의 관입을 받았다. 본 층은 주로 회색의 세립/중립 결정질석회암 및 판상/호상 석회암으로 구성되나 간혹 사암 또는 셰일이 협재되며 석회암은 백색에서 회색에 걸치는 색이며 그 형태는 괴상(塊狀; 덩어리 모양) 또는 판상(板狀)이 대부분이다. 본 층은 관입 화강암 인접부에서 규화(珪化)되어 산북면 김용리-석봉리 일대에서 석회규산염암을 이루고 있거나 결정질로 되었다. 본 층의 하부가 존재하는 호계면 선암리 근처에서는 백색 내지 회색을 띠고 2 cm 내외의 판상으로 층리를 잘 형성하며 나타난다. 중부 내지 상위층준에 해당하는 호계면 부곡리 일대 지역에서는 대부분 괴상의 회색 석회암을 보인다. 본 층의 주향은 습곡 등의 구조로 인하여 다소 변화가 있으나 대략 북동 10~60°을 보인다. 두께는 대략 1,000 m에 달한다.[4][1]
- 마성면 하내리에서 가은읍 왕능리와 성유리, 전곡리를 지나 농암면 농암리까지 이어지는 대석회암층군은 고회질 석회암 내지 고회암(苦灰巖)으로 구성되는 것이 특징적이며 하내리 부근에서는 호상 및 결정질 석회암이 소규모로 분포한다. 호계면에 분포하는 대석회암층군과는 달리 고회질 석회암이 절대 우세한 상부지층이 발달되어 있는 것이 특징적이다. 즉 홍점층에 의해 덮이는 본 암 상부지층은 고회질 석회암으로 구성되며 하내리 부근에서는 고회질 석회암층의 하부에 호상 및 결정질 석회암이 발달한다. 이 지역에서는 분포 지역 동측 및 남측으로 영강 남동부 평야/산악지형의 경계와 일치하는 가은 단층에 의해 대동 누층군 단산층(Jd)와 접하고 있으며 북서측으로는 상내리층에 의해 덮인다.[7]
- 마성면 하내리-농암면 농암리 간 지역의 대석회암층군 분포지역 내에는 독립적인 소규모의 향사 습곡 구조가 발달하며 이들 습곡의 축을 따라 평안 누층군 홍점층군, 옥녀봉층 혹은 산수동 역암층이 분포된다.[7]
- 호계면 견탄리 이북 지역에서는 본 암석의 최상부이자 평안 누층군 최하위층인 홍점층(Ch)의 기저인 녹회색 사질 셰일층으로부터 15~30 m 하위에 일종의 층내 각력암층(intraformational breccia)이 발달하는데 이 각력암층은 두께 10 내지 20 m로서 각력의 크기는 1 cm 정도의 작은 것으로부터 1 m 이상의 큰 것에 이르기까지 입도(粒度)의 변화가 크다. 이들 각력은 담황회색 석회암으로 구성되며 이들의 층리면은 본 암층의 층리면과 일치한다.[7]
- 이하영은 문경탄전 동부의 부곡리층을 4개 층원(member)과 1개 층(bed)으로 구분하였다. 하부 석회암층원은 (담)회색의 박리가 발달한 결정질석회암으로 구성되며 (녹)회색의 셰일이 협재된다. 돌로마이트질 석회암층원은 주로 암회색 내지 청회색의 괴상돌로마이트질 석회암으로 구성되고 부분적으로 담회색 돌로마이트질 석회암이 협재되며 창리와 공평동에 이르는 지역에서는 담/암회색 석회암이 협재되고 층리가 불량하다. 중부 석회암층원은 주로 암회색, 청회색 석회암으로 구성되며 청회색 내지 유백색 돌로마이트질 석회암과 각력석회암이 협재된다. 규암층은 중부 석회암층원을 정합으로 덮으며 담회색 내지 유백색의 세립/중립질규암으로 구성되고 두께는 10~40 m이다. 규암층 위의 상부 석회암층원은 암회색 내지 청회색 괴상/판상석회암으로 구성된다.[12]
- 호계면의 대부분 지역에는 부곡리층의 석회암이 북동-남서 방향으로 분포하고 있어 이 지역에는 석회암 동굴, 돌리네 등 석회암 지대에서 나타나는 카르스트 지형이 잘 발달하고 있다. 특히 부곡리에는 굴넘재 부근과 호계면의 중앙부를 흐르는 가도천을 중심으로 13기의 돌리네가 분포하고 있다. 이 지역은 문경시에서 돌리네를 비롯한 카르스트 지형이 가장 많이 밀집되어 있는 곳이다. 이외에도 선암리, 지천리, 우로리, 호계리 등지에 돌리네 등 카르스트 지형이 발달하고 있다.[13]

지질유산
- 산북면 우곡리 (N 36°42'21.89", E 128°13'33.75")에 발달한 문경 굴봉산 돌리네습지는 카르스트 지형 중 유일하게 습지가 발달하는 학술적 가치가 매우 높은 지역이다. 건기 시 습지의 물이 마르면 동굴의 입구와 싱크홀 등이 확인된다.[14]
- 마성면 외어리 산 105 (N 36°42'33.02", E 128°08'18.66") 지역에서 문경봉룡 일반 산업 단지를 조성하는 과정에서 대규모의 조선 누층군 석회암층이 드러났다. 이곳에서는 뚜렷한 층리 구조와 횡와 습곡, 단층 등의 다양한 지질 구조를 볼 수 있다.[14]
- 가은읍 갈전리 산 170-1 (N 36°37'48.85", E 128°03'20.75")에는 조선 누층군의 결정질 석회암 중에 석회동굴인 금하굴이 발달해 있다.[14]

화석
- 이하영(1989)은 문경탄전 동부의 부곡리층을 4개 층원(member)과 1개 층(bed)으로 구분하고 서부의 하부 고생대층을 하부 캄브리아 석회암층, 구랑리층, 대석회암층으로 구분하였다. 동부에서 750여 개체의 코노돈트 화석이 산출되었으며 이는 막골층~두위봉층에 대비된다. 서부지역의 하부 캄브리아 석회암층에서는 400여 개체의 소형 각질화석이 산출되었다.[12]
- 이하영 외(1993)는 문경탄전 동부의 부곡리층을 암상에 따라 5개 층원으로 구분하고 부곡리층에서 563개체의 코노돈트 미화석을 산출하였다. 화석군의 특징에 따라 설정된 하부 화석대는 태백층군 막동 석회암층에, 상부 화석대는 태백층군 직운산층과 두위봉층에 대비된다. 따라서 하부화석대와 상부화석대는 각각 중부 아레니지안(Arenigian) 및 중부 Llanvirnian~하부 Llandeilian에 해당하는 것으로 판단된다.[15]

| 문경 지역 하부고생대 지층 층서 | 문경 지역 하부고생대 지층 층서 | 문경 지역 하부고생대 지층 층서 | 문경 지역 하부고생대 지층 층서 | 문경 지역 하부고생대 지층 층서 | 문경 지역 하부고생대 지층 층서 | 문경 지역 하부고생대 지층 층서 | 문경 지역 하부고생대 지층 층서 | 문경 지역 하부고생대 지층 층서                                                               | 문경 지역 하부고생대 지층 층서 | 문경 지역 하부고생대 지층 층서 |
| Kobatake (1930)                | Aoti (1942)                    | Ku (1964)                      | 문경 지질도폭 (1967)           | 상근곡 지질도폭 (1968)         | 함창 지질도폭 (1968)           | Um et al (1977)                | 이하영 외 (1993)               | 이하영 외 (1993)                                                                             | 이하영 외 (1993)               |                                |
| Kobatake (1930)                | Aoti (1942)                    | Ku (1964)                      | 문경 지질도폭 (1967)           | 상근곡 지질도폭 (1968)         | 함창 지질도폭 (1968)           | Um et al (1977)                | 층원명                         | 구성 암석                                                                                    | 두께 (m)                       |                                |
| ------------------------------ | ------------------------------ | ------------------------------ | ------------------------------ | ------------------------------ | ------------------------------ | ------------------------------ | ------------------------------ | -------------------------------------------------------------------------------------------- | ------------------------------ | ------------------------------ |
| 대석회암통                     | 제5층                          | 대봉리 석회암                  | 부곡리층                       | 산북 석회암                    | 대석회암통                     | 대석회암층군                   | 상부 석회암층원                | 암회색~청회색 괴상/층상 석회암                                                               | 100                            |                                |
| 대석회암통                     | 제4층                          | 대봉리 석회암                  | 부곡리층                       | 산북 석회암                    | 대석회암통                     | 대석회암층군                   | 규암층                         | 유백색~담회색 규암                                                                           | 10~40                          |                                |
| 대석회암통                     | 제3층                          | 대봉리 석회암                  | 부곡리층                       | 산북 석회암                    | 대석회암통                     | 대석회암층군                   | 중부 석회암층원                | 암회색, 청회색, (담)회색 엽리상 석회암 담회색~유백색 돌로마이트질 석회암, (녹)회색 셰일 협재 | 300                            |                                |
| 대석회암통                     | 제2층                          | 대봉리 석회암                  | 부곡리층                       | 산북층                         | 대석회암통                     | 대석회암층군                   | 돌로마이트질 석회암층원        | 암회색, 청회색 괴상 돌로마이트질 석회암 담회색 돌로마이트질 석회암과 돌로마이트 협재         | 100                            |                                |
| 규암                           | 제1층                          | 대봉리 석회암                  | 부곡리층                       | 장산 규암                      | 대석회암통                     | 대석회암층군                   | 하부 석회암층원                | 담회색 엽리상 석회암 (녹)회색 셰일 협재                                                      | 200                            |                                |
| 선캄브리아기 변성암복합체      |                                |                                |                                |                                |                                |                                |                                |                                                                                              |                                |                                |

### 문경 굴봉산 돌리네습지
문경 굴봉산 돌리네습지는 문경시 산북면 우곡리 굴봉산 산정부 일원에 있는 면적 494,434 m2의 돌리네 지형에 형성된 습지이다. 습지 형성이 어려운 돌리네 지형에 형성된 습지로 국내에서 유일하고 세계적으로도 희소성이 높다. 일반적인 돌리네와는 달리 배수가 잘 안 되어 지형, 지질학적 측면에서 가치가 매우 높다. 
문경 굴봉산 돌리네습지와 조선 누층군
- 지하 용출수 옥녀샘
북위 36° 42′ 27.4″ 동경 128° 13′ 34.4″ / 북위 36.707611°  동경 128.226222°
- 돌리네습지
북위 36° 42′ 25.4″ 동경 128° 13′ 32.6″ / 북위 36.707056°  동경 128.225722°
- 돌리네습지 전경
- 카르스트 안내판
북위 36° 42′ 21.7″ 동경 128° 13′ 29.9″ / 북위 36.706028°  동경 128.224972°
- 돌리네습지 입구의 조선 누층군 노두
북위 36° 41′ 57.9″ 동경 128° 13′ 25.1″ / 북위 36.699417°  동경 128.223639°
- 카르스트 안내판
북위 36° 42′ 22.0″ 동경 128° 13′ 35.9″ / 북위 36.706111°  동경 128.226639°
- 북위 36° 42′ 21.7″ 동경 128° 13′ 35.7″ / 북위 36.706028°  동경 128.226583°
- 북위 36° 42′ 21.5″ 동경 128° 13′ 35.8″ / 북위 36.705972°  동경 128.226611°
- 북위 36° 42′ 21.1″ 동경 128° 13′ 35.6″ / 북위 36.705861°  동경 128.226556°
- 북위 36° 42′ 21.1″ 동경 128° 13′ 35.6″ / 북위 36.705861°  동경 128.226556°
- 습곡 구조
북위 36° 42′ 21.2″ 동경 128° 13′ 36.0″ / 북위 36.705889°  동경 128.226667°
- 북위 36° 42′ 21.2″ 동경 128° 13′ 36.1″ / 북위 36.705889°  동경 128.226694°

### 구랑리층
구랑리층은 마성면 구랑리와 봉생 일대에 걸쳐 거의 동-서 방향의 좁고 긴 띠 모양으로 발달하며 그 중앙축부를 따라 하부 캄브리아기 석회암층이 돔 형태로 노출되어 있다. 구랑리층은 남동부에서 문경 대역단층에 의해 대동 누층군과 접하고 그의 북측 경계면은 동-서 방향 단층에 의해 대석회암층과 접한다. 구랑리층은 주로 암회색, 청회색 및 회색의 천매암질셰일로 구성되고 암회색 세립사암, 회색 사질셰일, 홍색 셰일이 수반되며 박층의 (암)회색 석회암이 수반된다. 전체적인 주향은 북동 70~80°, 경사는 북서 60~70°이다.
- 이대영과 이하영(1985)은 문경시 하내리-구랑리에 분포하는 구랑리층의 청회색 셰일에서 117개체의 삼엽충 화석을 발견하였다. 이들은 대부분 보존 상태가 불량하여 감정할 수 없었으나 48개체는 Redlichia nobilis Walcott으로 감정되었다. 이 화석은 하부 캄브리아기의 표준 화석이므로 구랑리층의 지질시대는 캄브리아기 제4절 또는 그 이전으로 정해졌으며 태백층군의 면산층과 영월층군의 삼방산층에 대비될 것으로 보인다.[16]
- 이하영(1987)은 문경시 마성면 구랑리에 분포하는 조선 누층군 석회암에서 초기 캄브리아기의 미화석을 발견하였다. 산출된 미화석은 주로 Hyolithid에 속하는 인회질 패각(貝殼) 화석으로 Actinotheca cf. dolioformis (Xiao & Zhou, 1984), A. mirus, Bucanotheca cf. distensus (Quian & Yin, 1984), Conotheca cf. obesa (Quian, 1978), C. cf. maidipingensis (Yu, 1974), Loculitheca cf. zhinjinensis (Quian & Yin, 1984), Paragroborilus sp. 8속 10종으로 분류되며 이중 Archiasterella quadratina가 신종으로 보고되었다.[17]
- 이하영 외(1993)는 문경시 마성면 구랑리 부근에 분포하는 석회암층에 대해 미화석 연구를 수행하였다. Actinotheca cf., Conotheca cf., Loculitheca cf., Hyolithellus cf., Archiasterella quadratina, Allonnia cf. erromenosa, Nanjiangofolliculus aff. cyclicus 등 407개의 미화석이 발견되었고 이중 Hyolithellus cf. decorus, Allonnia cf. erromenosa, Nanjiangofolliculus aff. cyclicus 은 문경 지역에서 최초로 보고된 것이다. 이들 미화석은 초기 캄브리아기의 유타이샨(Yutaishan) 층과 연관되고, 영월층군 삼방산층, 태백층군의 묘봉층과 대기층에 대비된다. 이에 근거하여 본 석회암층을 구랑리층과 동시기 또는 구랑리층보다 나중에 형성된 것으로 제안하였다.[18]
- 이창숙(2004)은 문경시 마성면 하내리와 구랑리 일대에 분포하는 문경형 조선 누층군의 하부 석회암층(Lower Limestone)에서 산출된 소형패각화석(small shelly fossil)에 대한 기존의 연구를 바탕으로 화석의 기재, 분류를 통한 이 일대의 시대적 규명을 목적으로 소형패각화석 연구를 위해 해당 지역의 석회암층에서 1,299개체의 화석을 채취하였다. 산출된 소형패각화석은 18속 22종으로 분류되었으며, 크게 해면동물, 완족동물, 극피동물, 연체동물, 코노돈트와 그 밖의 소속불명 화석으로 나눌 수 있다. 이 화석군을 통해 해당 지역의 대상 지층인 하부 석회암층은 Redlichia nobilis가 산출된 구랑리층보다 후기에 형성된 지층으로 그 시대는 하부 캄브리아기에서 중부 캄브리아기에 해당되며, 영월층군 삼방산층과 태백층군 묘봉층, 풍촌 석회암층에 대비될 것으로 추정하였다.[19]
- 윤운상 외(2022)는 구랑리층에서 캄브리아기 제4절을 대표하는 삼엽충 화석 Redlichia nobilis (Walcott, 1905)를 발견하였으며, 그 지질시대는 약 5억 1천만 년 전으로 이는 대한민국에서 발견된 가장 오래된 삼엽충 화석이다.[20]

### 가은아층군과 호계아층군
김인혜(2016)는 문경 지역 내 자세한 야외지질 조사를 통하여 가은과 호계, 2개의 소분지를 인지하였다. 이 소분지는 각각 독립적인 층서를 가지고 있어 조선 누층군의 다른 층군들과 구분된다. 따라서, 가은 소분지의 지층을 가은아층군(Gaeun subgroup, 加恩亞層群), 호계 소분지의 지층을 호계아층군(Hogye subgroup, 虎溪亞層群)으로 설정하였다.
- 가은 소분지는 문경지역 내 서쪽에 위치한 소분지로 가은아층군은 하부로부터 구랑리층, 마성층, 하내리층, 석교층, 정리층, 도탄층 6개 지층으로 구성되어 있으며 전체 두께는 1,250 m이다. 하부 구랑리층은 규산염 퇴적체가 우세하게 나타나며 전기 고생대 삼엽충 화석이 풍부하게 나타난다. 나머지 상부 지층에서는 석회암, 백운암, 이회암이 주로 분포하는 마성, 하내리, 석교, 정리, 도탄 5개 층으로 구성되어 있다.[10]
- 호계 소분지는 문경 지역 내 동쪽 호계면 일대에 위치한 소분지로 호계아층군은 하부로부터 가도리층, 선암리층, 우로리층, 유곡층, 별암리층 5개의 지층으로 구성되어 있으며 전체 두께는 2,100 m이다. 이 소분지는 심하게 변형된 석회암층과 백운암층이 우세하게 나타나며, 비교적 규산염 퇴적체들은 국지적으로 분포하고 있다. 지층 가운데 우로리층은 800~850 m의 비정상적인 두께를 보이는데 그 이유는 각 층준이 구조운동(tectonic movement)에 의해 전단되어 각 층준이 상당히 신장되었기 때문이다.[10]

태백층군, 영월층군, 가은 및 호계아층군 간 지층대비표
| 지질 시대 | 지질 시대         | 태백층군      | 태백층군               | 태백층군 | 영월층군 | 영월층군          | 영월층군 | 가은아층군 | 가은아층군                                       | 가은아층군 | 호계아층군 | 호계아층군                        | 호계아층군 |
| 지질 시대 | 지질 시대         | 지층명        | 구성 암석              | 두께     | 지층명   | 구성 암석         | 두께     | 지층명     | 구성 암석                                        | 두께       | 지층명     | 구성 암석                         | 두께       |
| --------- | ----------------- | ------------- | ---------------------- | -------- | -------- | ----------------- | -------- | ---------- | ------------------------------------------------ | ---------- | ---------- | --------------------------------- | ---------- |
|           | 오 르 도 비 스 기 | 두위봉층      | 석회암                 | 50~75    | 영흥층   | 석회암 돌로마이트 | 400/750  | -          | -                                                | -          | -          | -                                 | -          |
|           | 오 르 도 비 스 기 | 직운산층      | 셰일                   | 30~60    | 영흥층   | 석회암 돌로마이트 | 400/750  | 도탄층     | 석회암 돌로마이트 석회이암                       | 250~300    | -          | -                                 | -          |
|           | 오 르 도 비 스 기 | 직운산층      | 셰일                   | 30~60    | 영흥층   | 석회암 돌로마이트 | 400/750  | 도탄층     | 석회암 돌로마이트 석회이암                       | 250~300    | 별암리층   | 석회암 돌로마이트 와케스톤 팩스톤 | 150~250    |
|           | 오 르 도 비 스 기 | 막동 석회암층 | 석회암 돌로마이트      | 250~400  | 영흥층   | 석회암 돌로마이트 | 400/750  | 도탄층     | 석회암 돌로마이트 석회이암                       | 250~300    | 별암리층   | 석회암 돌로마이트 와케스톤 팩스톤 | 150~250    |
|           | 오 르 도 비 스 기 | 두무동층      | 셰일 석회암 돌로마이트 | 150~270  | 문곡층   | 석회암 돌로마이트 | 120~200  | 정리층     | 석회이암                                         | 250~300    | 유곡층     | 탄산염암 셰일                     | 300~400    |
|           | 오 르 도 비 스 기 | 동점 규암층   | 규암 사암              | ~50      | 문곡층   | 석회암 돌로마이트 | 120~200  | 정리층     | 석회이암                                         | 250~300    | 우로리층   | 석회암 스파라이트                 | 800~850    |
|           | 캄 브 리 아 기    | 화절층        | 셰일                   | 180~     | 와곡층   | 돌로마이트        | 500 ~250 | 석교리층   | 돌로마이트 석회이암 흑색 셰일                    | 200~250    | 선암리층   | 돌로마이트                        | 60~100     |
|           | 캄 브 리 아 기    | 화절층        | 셰일                   | 180~     | 마차리층 | 석회암 셰일       | 400 ~200 | 석교리층   | 돌로마이트 석회이암 흑색 셰일                    | 200~250    | 가도리층   | 스파라이트                        | 500~600    |
|           | 캄 브 리 아 기    | 세송층        | 셰일                   | ~150     | 마차리층 | 석회암 셰일       | 400 ~200 | 하내리층   | 담회색 석회암 석회질셰일                         | 100~150    | 가도리층   | 스파라이트                        | 500~600    |
|           | 캄 브 리 아 기    | 풍촌 석회암층 | 석회암                 | 200~500  | 마차리층 | 석회암 셰일       | 400 ~200 | 마성층     | 석회암 적색 석회질셰일 암녹회색 이암 회녹색 셰일 | 100        | 가도리층   | 스파라이트                        | 500~600    |
|           | 캄 브 리 아 기    | 풍촌 석회암층 | 석회암                 | 200~500  | 삼방산층 | 실트스톤 셰일     | 400 750~ | 구랑리층   | 적녹색 셰일 녹색 점판암                          | 100~150    | 가도리층   | 스파라이트                        | 500~600    |
|           | 캄 브 리 아 기    | 묘봉층        | 셰일 점판암            | 100~400  | 삼방산층 | 실트스톤 셰일     | 400 750~ | 구랑리층   | 적녹색 셰일 녹색 점판암                          | 100~150    |            |                                   |            |
|           | 캄 브 리 아 기    | 장산층        | 규암                   | 20~300   | 삼방산층 | 실트스톤 셰일     | 400 750~ | 구랑리층   | 적녹색 셰일 녹색 점판암                          | 100~150    |            |                                   |            |
|           | 캄 브 리 아 기    | 장산층        | 규암                   | 20~300   |          |                   |          |            |                                                  |            |            |                                   |            |

### 사진
문경 지역 조선 누층군의 사진은 다음과 같다.
조선 누층군 문경층군의 노두
- 문경시 가은읍 성유리-성저리 국지도 제32호선 도로변 노두
북위 36° 37′ 22.4″ 동경 128° 02′ 16.5″ / 북위 36.622889°  동경 128.037917°
- 문경시 가은읍 작천리 도로변 노두
북위 36° 38′ 23.6″ 동경 128° 03′ 21.9″ / 북위 36.639889°  동경 128.056083°
- 문경시 마성면 모곡리 소야삼거리 도로변 노두
- 문경시 마성면 모곡리 소야삼거리 도로변 노두. 층리가 휘어져 있다.
북위 36° 41′ 38.4″ 동경 128° 07′ 05.8″ / 북위 36.694000°  동경 128.118278°
- 문경시 마성면 모곡리 소야삼거리 도로변 노두
- 문경시 마성면 외어리 봉명길 도로변 노두
북위 36° 42′ 20.3″ 동경 128° 07′ 51.1″ / 북위 36.705639°  동경 128.130861°
- 문경시 문경읍 마원리 마원교 북동측 노두
북위 36° 43′ 20.9″ 동경 128° 07′ 02.3″ / 북위 36.722472°  동경 128.117306°
- 문경시 호계면 우로리 국도 제3호선 우로교차로 동측 진입로 사면
북위 36° 38′ 18.0″ 동경 128° 12′ 10.2″ / 북위 36.638333°  동경 128.202833°
- 문경시 가은읍 성유리 목고개 은성로 도로변
북위 36° 37′ 18.0″ 동경 128° 01′ 48.0″ / 북위 36.621667°  동경 128.030000°
- 용식 작용을 받은 석회암

## 고생대평안 누층군과 문경탄전
무연탄 석탄층을 포함하는 고생대 후기~중생대 초기의 평안 누층군은 중생대의 대동 누층군과 함께 한국의 주요 탄전 중 하나인 문경탄전을 구성하며, 마성면 동남부에서 가은읍 동부까지 북동-남서 방향으로 비스듬히 발달한다. 아래의 조선계 지층을 부정합으로 덮고 중생대의 대동계 단산층(Jd)에 의해 경사 부정합으로 덮여 있다. 문경시 내에 분포하는 평안 누층군은 홍점층, 사동층, 고방산층, 녹암층 4개 지층으로 구성되며, 홍점층에서 Brachiopoda, 사동층에서 Cordaites, Calamites, Pacopteros, Annularia, 고방산층에서 Cordaites 등의 화석이 발견되었다.
문경탄전 지역은 1929년 일본인 고생물학자 노부오 코바타케(小畠信夫; Nobuo Kobatake)에 의하여 처음으로 지질 조사가 실시되었다. 노부오 코바타네는 이 지역의 지질 시대를 조선계, 평안계 및 하부 대동계로 3구분하고, 평안계와 대동계의 경계선은 부운령 역암층을 기준으로 구분하였다. 그 후 시라키 타쿠지(素木卓二)와 노부오 코바타케는 이 개념을 살려서 부운령 역암층과 산수동 역암층을 연결하는 층준을 대동계의 기저 역암층으로 하여 이 층준의 이서부는 대동계로 해석하고 대동계 지층을 단산층으로 명명하였다. 특히 평안계 지층들 중 주 가행 함탄층이 협재되는 것은 고방산층이며, 사동층 내의 탄층 발달은 매우 미약한 것으로 보았다. 그 후 문경탄전 지역에 대해서는 국부적인 지질 조사가 실시되어 왔으며 특히 1960년대 말 문경탄전 북부 지역의 대동계 단산층 내에서 가행할 만한 석탄층들이 발견되어 채탄하기 시작하였다.
문경탄전의 대표적인 탄광으로는 은성탄광 화재 사고가 발생한 은성광업소가 있다. 1927년 남한에서 최초로 개광하여 광복 후 본격적으로 개발이 시작된 문경 탄전은 1989년 석탄 산업 합리화 정책으로 이후 모든 탄광이 폐광되었다. 1994년 가은읍 소재 은성탄광이 폐광하자 그 자리에 문경석탄박물관을 개관하여 다양한 암석과 화석을 전시하고 있다.

### 홍점층

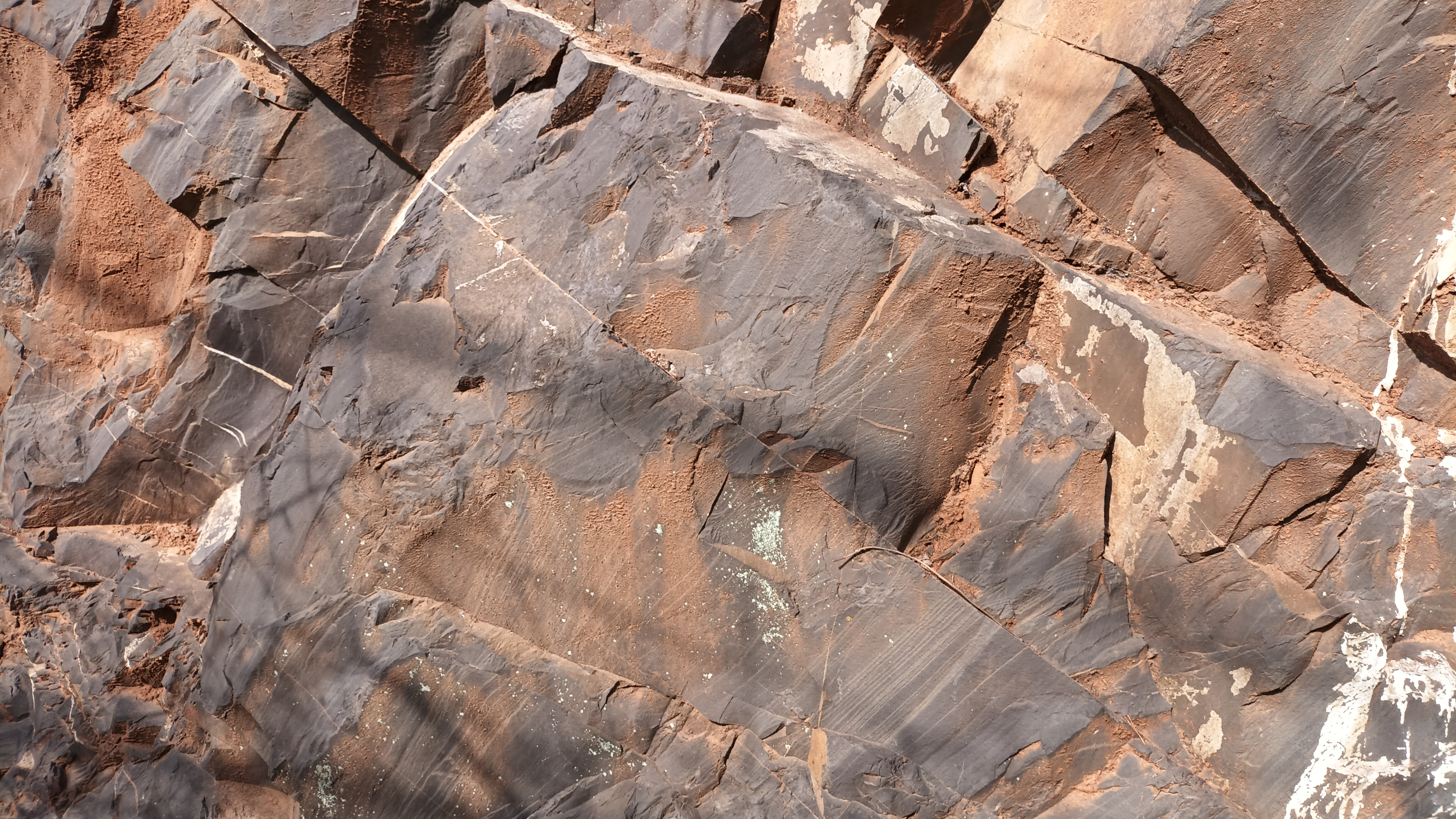
문경시 마성면 하내리 하내1교 교각 하부 평안 누층군 홍점층의 노두

평안계 홍점층(Ch)은 이 지역에서 평안계 지층의 기저를 형성하고 있다. 불정동에서 호계면 견탄리, 오정산, 선암산 부근에 이르기까지 북동-남서 방향으로 대상(帶狀) 분포한다. 오정산과 가섭리 중간 지점에서 부운령을 거쳐 상선리 서북 약 1 km 지점에서 상선단층에 의해 절단되었다가 다시 산봉을 끼고 발달하나 단산 동편 산중턱에서 대동계 부운령역암(Jp)에 의해 경사 부정합으로 덮이면서 첨멸(尖滅; 지층의 두께나 폭이 점점 줄어서 딴 지층 사이에 소실되는 것)된다. 부운령 남부에서는 북동 주향에 서쪽으로 급격히 경사져 있으나 부운령 부근에서 북부로는 반대편으로 완경사를 이루며 상선 단층 이동부에서도 서쪽으로 경사하거나 역전된 구조로 분포한다. 대부분 은회색 셰일(문경도폭) 또는 중립 내지 조립질 사암, 사질 셰일, 셰일 및 담홍백색 석회암(함창도폭)으로 구성되어 있는데 이는 녹회색 셰일의 변질물인듯 하다. 함창도폭 지역인 불정동-호계면 지역에서는 하부의 녹회색 사질 셰일층이 대석회암층과의 경계를 이루며 불정동 중앙에서 습곡에 의한 넓은 분포를 보인다. 해성퇴적암층으로서 두께는 평균 200 m 로 곳에 따라 상당한 변화를 보인다.

### 사동층
평안계 사동층(Ps)은 하위의 평안계 홍점층과 상위의 평안계 고방산층 사이에 정합적으로 놓인다. 하위의 홍점층과 비슷하게 불정동에서 호계면 견탄리, 오정산 동부를 거쳐 선암산 근처까지 북동-남서 방향으로 대상 분포한다. 문경도폭(1967)에 의하면 본 역에서 대부분 흑색 셰일 또는 흑색 사질셰일 등으로 구성되어 있고 사암은 희소한 편이다. 부운령 부근에서 잠시 첨멸되었다가 다시 부운령 동북방 700 m 지점에서 동북 주향의 산봉우리를 끼고 발달하는데 여기서는 상선(선암) 단층에 의해 절단되어 단층 양쪽에 지층이 반복 분포한다. 가섭리 북부로 발달하는 본 층은 직접 부운령 역암층에 의해, 가섭리 남부로는 고방산층에 의해 각각 덮이는데 이는 경사 부정합에 기인(起因)한다. 대체로 가섭리 남부에서는 북동 주향에 서측으로 급경사하나 북부에서는 동편으로 급경사하고 있다. 본 층 중에서는 2~3매의 현저한 탄층이 발달하는데 특히 가섭리 골짜기의 단기 탄광에서 최대 두께 15 m에 연장 150 m에 달하는 좋은 발달을 나타낸다. 함창도폭(1968)에 의하면 두께 1.5 m 내외의 회색 석회암 박층(薄層)을 2매 협재하는 암회색 내지 흑색 셰일, 사질셰일, 세립 내지 중립질 사암의 호층(互層)으로 대표되는 하부 호층대 및 흑색 셰일층을 협재하는 중립 내지 조립 암회색 사암으로 구성되는 사암대와 2 내지 3매의 무연탄층을 협재하는 흑색세립 사암, 사질셰일 및 셰일의 호층대를 상부로 하는 3개의 대(帶)로 구분된다. 하위의 평안계 홍점층과의 경계는 최하부에 발달되는 회색 석회암 박층이, 상위의 평안계 고방산층과의 경계는 고방산층 최하부의 담회백색 조립 사암층이 지시층(指示)이 된다. 두께는 160 m 내외이다.

### 고방산층
평안계 고방산층(TRg)은 가은읍과 불정동의 경계 지역에서 오정산까지 북동-남서 방향으로 발달하며, 가섭리 북릉에서 첨멸한다. 상하위의 평안계 사동층 및 녹암층과 정합적인 관계에 있으며, 대부분 대동계 단산층(Jd)에 의해 직접 덮이나 오정산 남서부에서 평안계 녹암층(TRh)에 의해 덮이고 북단 첨멸부에서는 대동계 부운령(산수동) 역암층(Jp)에 의해 부정합으로 덮인다.
- 문경 지질도폭(1967)에 의하면 본 층은 유백조립(粗粒) 규질사암으로 된 기저암으로 하위의 사동층과 구별되며 대부분 (담)회색의 조립 내지 세립사암으로 구성된다. 이밖에 흑색 내지 암회색 사질 셰일 또는 셰일이 협재된다. 더 자세하게는 (특히 오정산 일대 지역에서) 함탄대(含炭帶)를 중심으로 하부 규질 사암층, 중부 함탄 셰일층 및 상부 사암층으로 구분이 가능하다. 고방산층 전체 두께의 절반에 해당하는 200 m의 두께를 가진 하부층은 대부분 규화(珪化)되어 험준한 절벽이나 산봉우리를 이룬다. 중부층은 간혹 암흑색 사암을 협재하나 거의 흑색 셰일, 사질 셰일로 구성되며 2~3매의 탄층을 협재한다. 상부 사암층은 대부분 회색 조립 사암으로 구성되나 중립 내지 세립사암을 협재한다.문경 탄전은 고방산층내의 협탄층(挾炭層)이 잘 발달하고 있어 사동층의 석탄 함유층에 앞서 활발한 개발이 이루어지고 있는 것이 평안계로 구성된 탄전과 비교할 때 특이한 점이다.[4]
- 함창 지질도폭(1968)에 의하면 하위의 사동층, 상위의 녹암층과 정합 관계이며 곳에 따라서는 산수동 역암층에 의해 부정합으로 덮이기도 한다. 문경도폭 지역과 마찬가지로 주로 사암으로 구성되는 하부 및 상부층과 셰일이 우세한 중부층 3개로 구분된다. 하부 사암대는 두께 100 m 내외로 주로 담회백색 조립 사암으로 구성되며 층 가운데에 흑색 내지 암회색 셰일 및 사질 셰일의 얇은층을 협재한다. 중부 셰일층은 두께 약 90 m로서 주로 흑색 셰일 및 사질 셰일로 구성되며 암회색 내지 흑색 조립/중립 사암층과 3~4매의 무연탄층을 협재한다. 상부 사암대는 두께 200 m 내외로 주로 담회백색 내지 담황갈색 조립 사암으로 구성되는데 회색 세립/중립 사암층 및 (녹)회색 셰일층을 협재한다. 총 두께는 400 m 정도이다.[7]
- 오정산 지하의 고방산층 탄층을 개발하고 있는 오적탄광에서는 Annularia sp., Cordaites sp.와 같은 식물 화석이 발견되었다.[4]
- '문경 토끼비리'는 영남대로의 일부분으로 영강 벼랑의 평안 누층군 암석을 인공적으로 절단하여 만든 길이다. 이 길을 따라 아래 사진과 같이 평안 누층군 고방산층의 노두를 관찰할 수 있다. 이 길은 국도 제3호선 진남휴게소 쪽에서 접근할 수 있다.

문경 토끼비리와 주변의 평안 누층군 고방산층 노두
- 북위 36° 39′ 34.0″ 동경 128° 07′ 48.4″ / 북위 36.659444°  동경 128.130111°
- 북위 36° 39′ 34.1″ 동경 128° 07′ 48.4″ / 북위 36.659472°  동경 128.130111°
- 북위 36° 39′ 32.7″ 동경 128° 07′ 49.3″ / 북위 36.659083°  동경 128.130361°
- 국도 제3호선 진남휴게소 (문경대로 1356)의 노두. 해당 노두에서는 사층리가 관찰된다.
북위 36° 39′ 35.4″ 동경 128° 07′ 40.1″ / 북위 36.659833°  동경 128.127806°

### 녹암층
평안계 녹암층(TRn)은 마성면 남부 신현리 일대에 소규모로 분포하며 하위의 고방산층을 덮고 상위의 대동계 산수동 역암층(Js)과 단산층(Jd)에 의해 (경사) 부정합으로 덮여 있다. (담)녹색 조립사암, 세립사암, 그 위로 담녹색 내지 갈색 사질셰일 및 셰일로 구성되어 있다. 대략 북동 주향에 서편으로 급경사한다. 불정동-가은읍-마성면 경계에 위치한 어룡산 서측 산사면에서 가장 두껍게 노출되어 두께는 400 m 내외에 달한다.
- 오정산은 마성면 오천리와 외어리, 호계면 호계리의 경계에 위치한 산이다. 부운령(富雲嶺)은 오정산에서 3.6 km 북동쪽에 있는, 마성면 외어리와 호계면 부곡리 사이의 고개이다. 가섭리는 오정산 동북동 0.5 km 지역(호계면 호계리 계곡)에 있었던 마을의 이름이다. 상선(암)은 선암리 계곡 상류 지역으로 선암산 부근 지역이다.
- 국도 제3호선 신현삼거리 부근에서 아래 사진과 같이 녹암층의 노두를 관찰할 수 있다.

문경시 마성면 신현리 신현삼거리
- 녹암층의 노두는 북북서쪽으로 80°정도 크게 기울어 있다.
북위 36° 39′ 46.0″ 동경 128° 07′ 23.6″ / 북위 36.662778°  동경 128.123222°
- 녹암층을 관입한 소규모 암맥
북위 36° 39′ 40.7″ 동경 128° 07′ 27.4″ / 북위 36.661306°  동경 128.124278°

## 중생대대동 누층군
문경시 내에서 중생대의 퇴적암은 중생대 초에 형성된 대동 누층군의 형태로만 존재한다. 문경 탄전의 주요 함탄층을 형성하는 대동 누층군은 동서로 문경시 마성면과 산북면의 경계에 위치한 단산(959 m)에서 마성면과 문경읍의 경계에 위치한 봉명산(692 m)까지, 남북으로는 문경읍 고요리에서 가은읍에 이르기까지 광범위하게 분포한다. 문경탄전 지역에서 대동 누층군은 기저 역암인 부운령 역암층과 육성 퇴적암인 단산층으로 나누어진다. 1935년 조사 당시에는 기저 역암층을 산수동 역암층, 그 위의 퇴적암을 단산층이라 명명하였으나 1964년 문경탄전 전반의 조사에서는 산수동 역암층을 기저 역암층으로 단산층은 하부에서부터 부운령층, 옹점리층, 내어리층 및 봉명리층의 4개 층으로 구분하였다. 그러나 문경도폭(1967)과 함창도폭(1968)에서는 단산층을 각 층으로 구분한 기준이 모호할 뿐 아니라 특징 지을만한 것을 찾을 수 없어 1935년의 기준을 사용했다.
대동 누층군의 부운령 역암층은 과거 대동 누층군의 기저 역암층으로 해석되었으나, 김정환 등(1989)은 스러스트 단층을 따라 단층의 전면부에 단속적으로 분포하는 것을 밝혀내고, 부운령 역암층이 조항령 서편, 단산 산록부 서쪽, 단산갱 입구, 산업도로 변에도 분포하고 있어 과거의 지질도에 많은 수정이 필요하다고 설명하였다. 부운령 역암층은 하위의 지층들과 스러스트 단층으로 접하지만 상위의 흑색 셰일과는 점이적이며, 이 셰일층의 함탄층과 식물화석의 존재로 보아 지질시대가 평안 누층군 사동층보다는 먼저 퇴적되었다고 하였다.

### 부운령 역암층 (산수동 역암층)
대동계 부운령 역암층(Jp; Jurassic bounyeong formation, 富雲嶺 礫巖層)은 문경시 중생대 퇴적층의 기저 역암을 이루며 부운령 북편에서 폭이 넓어지고 부운령 남쪽과 단산 부근에서 급격히 협소해 지다가 가섭리 북측 능선과 조항령(鳥項嶺; 새목재) 서편 산릉에서 각각 첨멸한다. 단산에서 마성면 신현리를 지나 가은읍 민지리에 이르기까지, 단산층 분포 지역 바로 남동쪽에서 분포한다. 문경도폭 지역에서의 이 층은 전형적인 산수동 역암층과는 암상이 전혀 다른 함력(含礫)운모편암으로 변질되어 있어 부운령 역암층이라 명명되어 있으며 부운령 부근에서 최대 두께는 500 m이다. 본 역암층의 기저를 이루는 역암은 회색 내지 암회색을 띤다.
함창 지질도폭에서는 1935년에 결정된 이름인 산수동 역암층(Js; Jurassic sansudong formation, 山水洞 礫巖層)을 그대로 사용하여 부운령 역암층과 동일한 문경시 대동계 지층의 기저 역암층이다. 하위의 고생대 평안계 지층을 부정합으로 덮는다. 본 층 역암의 기질(matrix)은 알코스질사암(Arkosic sandstone) 및 자색(赭色) 셰일등으로 구성되며 녹회색 셰일을 협재하고 봉생동 부근에서는 역(礫)의 크기가 줄어 역질 사암으로 나타나기도 한다. 두께의 변화가 극심하여 산수동(=현재의 가은읍 저음리 북부) 부근에서 300 m 에 달하던 것이 동북측 연장부로 가면서 줄어들어 봉생동(鳳笙=현재의 마성면 신현리 일대)부근에서는 20 m 내외로 나타난다. 가은읍 갈전리 소재 갈미봉 이남에서는 각섬성 화강암의 관입에 의해 평안계와의 접촉부인 본 암층의 하부가 나타나지 않아 본 층의 실제 두께는 알 수 없다. 가은읍 저음리 산 87 (N 36°38'00.82", E 128°05'38.39")에서 이 지층의 역암 노두를 관찰할 수 있다.
용유리 지질도폭에 의하면 농암면 화산리와 율수리 일대 지역에 소규모 분포하는 산수동 역암층은 경상계 규장 반암(Kfp)에 의한 포획암체로서 매우 교란되어 있고 풍화되어 관찰이 어렵다. 주로 역암으로 구성되며 그 역(礫)들은 아원(亞圓)질이 우세하나 부분적으로 각력질을 보이는 흑색 셰일과 유백색 사암 등으로 이루어져 있다. 율수리 남쪽에서는 지층의 주향이 북동 30°에 경사는 남동 25°로 나타난다.
김정환 외(1989)는 부운령 역암층은 부운령에만 분포하는 것이 아니라 단산 서쪽과 부운령-조항령 사이에도 스러스트 단층에 의해 반복 노출되어 단속적으로 분포하며, 지층 바로 위 셰일층 내 석탄과 고생대 식물화석의 존재로 부운령 역암층이 평안 누층군 사동층보다 먼저 퇴적되었다고 보았다. 그리고 부운령 역암층은 구랑리나 진남교 부근에서 산수동 역암층과 나란히 분포하고 있음이 확인되어 두 지층이 층준을 달리하고 있음이 밝혀졌다.

### 단산층
대동계 단산층(Jd; Jurassic dansan formation, 檀山層)은 하위의 부운령 역암층을 부정합으로 덮으며 이 층 하부에는 석탄층이 발달한다. 마성면 고요리 남동부와 외어리 중동부 대부분 지역, 그리고 오천리에서 신현리와 하내리, 갈전리, 성전리, 전곡리 남부를 거쳐 농암면 농암리까지 부운령, 산수동 역암층과 함께 북동-남서 방향으로 이어진다. (중간에 신현리와 하내리에서 단층에 의해 몇 번 절단된다.)
문경 지질도폭(1968)에 의하면 부운령 역암층을 부정합으로 덮고 유백색 함역조립사암을 기저로서 최하부를 형성하여 부운령 역암층과 구분된다. 일반적으로 이 기저층으로부터 상위로 단속(斷續)하여 상당히 두터운 조립 내지 중립질, 유백색 내지 담회색의 사암층이 발달한다. 전술한 조립사암층 위로 암흑색을 띠기 시작하여 세립사암으로 되고 흑색 셰일층이 10 m 두께로 교호(交互)하는데 이 중에 2매의 탄층을 협재하고 있다. 단산층 하부에 발달하는 본 석탄층은 단산층의 주요한 함탄대(含炭帶)로서 개발되었다. 2매의 탄층 중 상부 탄층이 양호하며 보림탄광에서 확인된 탄층은 두께 10 m에 연장 20 m 인 것과 두께 2 m에 연장 200 m에 달하는 것이 있다. 함탄층에서 멀어짐에 따라 회색 사암층이 흑색 사질 셰일을 상당히 협재하고 발달하는데 상부 탄층준에서 약 100 m 상위에 기저층과 비슷한 유백 내지 담회색의 함력조립사암층이 협재된다. 이 상부 함력조립사암층에서부터 상위로 상당히 두텁게 (담)회색 사암, 흑색 셰일 및 사질 셰일의 교호대(交互帶)가 발달되는데 사암층이 우세하다. 이 교호대에서는 파장 1.2 cm의 연흔이 보존되어 있으며 흑색 셰일 중에서 Baiera GRACILIS Bunbury, Podozamites distance., Podozamites lanceolatus L. H., Phoenicopsis sp.?, Pterephyllum subaequale Hartz와 같은 식물 화석이 산출된다.
함창 지질도폭(1968)에 의하면 산수동 역암층을 정합적으로 덮고, 가은읍 갈전리 북부에서 농암면 농암리에 이르는 구간에서 산악/평야 지형 경계와 일치하는 북동-남서 주향의 가은 단층에 의해 단산층 하부와 조선 누층군 대석회암층군이 접하고 있다. 가은 단층 의해 단산층의 상부 지층은 나타나지 않는다. 단산층의 최하위 지역에는 담회색 내지 유백색의 규암질 사암이 우세하며 상위로 가면서 암회색 내지 흑색을 띠는 조립 내지 세립 사암, 사질 셰일, 셰일의 호층대가 두껍게 발달되면서 수 매의 불연속적인 무연탄층을 협재한다.

## 시대 미상
문경시 서부 지역에 분포하는 암석 중에는 현재까지도 지질시대가 정확히 정해지지 않은 옥천 누층군을 포함해 그 형성 시기를 정확히 알 수 없는 시대 미상의 지층이 분포한다. 그러나 최소한 중생대 이전이고 고생대 조선 누층군보다 이후의 것으로 보인다.

### 상내리층
상내리층(PZost)은 마성면 상내리에서 가은읍 상괴리, 하괴리와 죽문리, 농암면 연천리 동부와 궁기리 상부 계곡 지역에 이르기까지 대략 북동-남서 방향으로 분포하는 시대 미상의 지층이다.
- 문경 지질도폭에 의하면 조선계 부곡리층을 덮으며 (관계는 알 수 없다) 상내리에서 마성면 정리 소재 성주산 산록을 돌아 비교적 연결성 있는 흑색 점판암과 미노리-한곡-삼전리에 걸쳐 농암면 연천리에 이르기까지 단속(斷續)적으로 분포한다. 백화리 각섬암(phb)에 의해 각섬암 내에 포획되어 잔존하는 형태이기 때문에 다른 지층들과 달리 불연속적인 분포를 보인다. 본 지층은 흑색 점판암, 담녹색 녹니편암, 담회색 견운모편암, 회색 사질천매암질암, 편상(片狀) 사질암, 암회색 내지 갈색 규질 천매암질암 등으로 구성된다. 상내리층의 형성시기는 본 암석을 관입하고 있는 백화리 각섬암이 옥천 누층군에 의해 부정합으로 덮여 있으므로 조선계 지층과 옥천계 지층 사이에 퇴적된 지층이며 퇴적 이후 지층이 후에 변질작용을 받어 이루어진 변성 퇴적암이다.[4]
- 흑색 점판암은 조선 누층군과 직접 접한다. 본 층의 최상위층으로 생각되는 암석층은 백화산 서남서 2 km 지점에서 옥천계 백화산층(PZoph)과 접한다. 이 암석층은 옥천계의 기저인 백화산층과의 직접부 또는 근접부에서 암회색 내지 흑색 천매암질암 또는 사질암으로 구성된다. 상부의 백화산층과는 부정합으로 접한다.[4]
- 함창 지질도폭(1968)에 의하면 가은읍 하괴리-농암면 연천리 간 지역에서의 상내리층은 조선 누층군 대석회암층군과 단층으로 접하고 있으며 양자간의 관계는 불명이다. 이 지역에서의 상내리층은 주로 흑색 점판암과 셰일로 구성되며 0.5~4 m의 두께를 가지는 2매의 회색 석회암층, 두께 7 m 정도인 2매의 중립/조립 흑색 내지 암회색 사암층 그리고 두께 7 cm 정도의 무연탄층을 협재하는 하부와 2매의 유백색 중립/조립 사암층을 협재하는 두터운 회녹색 점판암층으로 이루어지며 두께 7 m 정도의 유백색 조립 사암층을 최하위로 하는 상부로 구분된다. 관계 미상으로 운암사층(w) 위에 놓인다.[7]
- 용유리 지질도폭(1973)에 의하면 이 층의 주요 구성 암석은 가은읍 죽문리 일대에서 녹색 셰일과 이들 사이에 협재되는 회색 내지 백색 석회암이며 궁기리 남쪽 일대에서는 암녹색 사암과 얇은 층의 석탄층 및 백색 사암 등으로 구성되어 있다. 녹색 셰일은 석영, 장석, 점토 광물로 구성되고 견운모와 백운모가 소량 있으며 자철석이 전체적으로 산재되어 있다. 녹색 사암은 석영, 장석, 점토 광물 등이 대부분이고 녹니석, 저어콘, 철(鐵)의 산화물 등도 분포한다. 농암면 연천리 남서쪽 일대에서 소량의 자색(赭色) 셰일과 알코스질 사암 등도 포함되어 있으나 경상계 규장 반암(Kfp)에 의해 포획체로 분리되어 있어 그 관계는 미상이다. 이 일대에서 대체로 큰 변동 없는 단사 구조를 가지며 연천리 일대에서 주향 북동 10~40°및 경사 북서 30~52°, 궁기리 일대에서 주향 북동 10°및 북서 80~90°의 경사를 보인다.[6]
- 상내리층에서 분리한 쇄설성 저어콘들에 대하여 SHRIMP U-Pb 연령을 측정한 결과 상당수의 저어콘이 고원생대에 해당하는 약 1860 Ma의 연령을 나타내어 상내리층 퇴적 당시 영남 육괴와 같은 기저암체가 퇴적물 근원지에 있었음을 지시한다. 그리고 상내리층 저어콘의 가장 젊은 연령은 259.0±2.4 Ma으로 나와 상내리층의 퇴적 시기가 페름기 또는 그 이후임을 나타낸다.[26]

### 백화리 각섬암
백화리 각섬암(phb; paekhwari hornblende, 白華里 角閃巖)은 상내리층을 관입하고 상위의 옥천계 백화산층에 의해 덮인 지층이다. (문경시 내에서 조선계 및 옥천계 지층을 관입한 증거는 없다.) 문경도폭 서남부에 해당하는 문경읍 서부 산악지대―이화령 이남 지역까지만―와 마성면 북서부에 비교적 광범위하게 분포하고 있으며 이와 따로 떨어져 주흘산 주변에 아주 조금 분포한다. 문경읍과 가은읍 서부에서 중생대의 흑운모 화강암(Kbgr)에 의해 관입당해 있다.

### 백화산층
옥천 누층군 백화산층(PZoph)은 본 지역 옥천 누층군의 기저를 형성하며 이름이 나타내는 대로 백화산을 중심으로 서쪽으로는 이만봉과 시루봉, 북쪽으로는 갈미봉, 주흘산을 잇는 고산단애(高山斷崖; 낭떠러지)를 형성하고 있다. 본 층의 원암(原巖)은 옥천 누층군 분포지역의 기저암인 흑색 내지 암회색 함력(含礫)천매암질암이었을 것으로 생각된다. 역(礫)은 대체로 규질암 또는 석회암으로 되나 주흘산 부근에서는 석회암력이 자철광으로 교대됨으로써 자철광력을 함유하고 있으며 또한 백화산에서 서부로 약 1.5 km 정도 떨어진 973 m 고지 부근에서 석회암력이 열수 교대되어 규회석(硅灰石)화 된 것을 볼 수 있다. 본 암층의 상, 하한은 백색 규질암 내지 담회색 규질 천매암질암으로 경계된다. 본 지층의 두께는 약 500 m이다.

### 조봉층
옥천 누층군 조봉층(PZoch)은 문경새재터널 부근 조봉과 이화령을 중심으로 하여 백화산층(PZoph) 상위에 정합적으로 발달하는 지층이다. 분포가 광범위하지 않고 노두의 발달도 적으나 백화산층이 발달하는 모든 곳에 정합관계로서 피복하고 발달한다. 주로 천매암질 운모편암으로 구성되며 간혹 사질암과 견운모 녹니석편암이 협재된다.

### 이화령층
옥천 누층군 이화령층(PZoih)은 문경 지역 내 옥천 누층군 지층 중 최상위층에 해당하며 이화령에서 조령산을 잇는 산릉부와 주흘산 부근에 소규모로 분포한다. 대부분 담회색 내지 회색 녹니석 편암으로 되나 간혹 견운모 녹니석 편암과 괴상(塊狀)의 사질암이 협재된다. 주흘산 부근에서는 주흘산 단층에 의해 절단되어 있다. 북측의 중생대 흑운모 화강암과의 인접부에서는 상당히 규화(珪化)되어 있다.

### 옥녀봉층
옥녀봉층(o; oknyeobong formation, 玉女峰層)은 가은읍 작천리, 하괴리, 왕등리의 경계에 위치한 옥녀봉 주변 및 가은읍 성유리와 농암면 연천리의 경계 지역 등 4개 지역에 산재하여 소규모로 분포한다. 본 층은 조선계 대석회암층군(부곡리층, Op)을 덮고 있어 최소한 고생대초 이후의 지층이나 그 외의 다른 지층과는 단층으로 접하고 있어 정확한 지질시대는 확인되지 않는다. 구성 암석에 있어 곳에 따라 그 종류와 두께를 달리하고 있다. 두께는 약 350 m으로 주로 화산응회암, 응회질 사암, 이암, 조면암으로 이루어지며, 간혹 현무암과 석회암이 협재되기도 한다. 옥녀봉층의 조면암과 조면암질 응회암에 들어있는 저어콘 광물에서 약 4억 5천만년전의 SHRIMP U-Pb 연령 (445.0±3.7 Ma 과 452.5±3.2 Ma)를 찾아내어 태백산분지에서 후기 고생대 오르도비스기에 화성 활동이 있었음이 보고되었다.
- 농암면 농암리/연천리와 가은읍 성유리/전곡리의 경계 지역에서는 439 m 고지(이하 439 고지)를 중심으로 옥녀봉층이 북동-남서 방향으로 발달하고 있으며 4개 분포 지역 중 가장 두꺼운 지층을 가지고 있다. 이 지역에서는 자회색(赭灰色) 내지 암자색(暗赭色) 응회질 셰일, 회색 내지 담자회색(淡赭灰色) 세립~조립 응회질 사암, 응회암, 알코스 사암, 현무암질암류(流), 담회색 고회질 석회암, 석회암, 각력암 및 역암, 역질 사암 등 다양한 암석으로 구성되며 암석의 색은 자색(赭色) 이 우세하다. 본 층의 최하부로 생각되는 두터운 응회질 셰일층은 439 고지 산등성이 동측 사면에서 발달하나 습곡에 의하여 동일한 층준(層準)이 노출되어야 할 북서측 사면에서는 주로 응회질 사암, 알코스 사암 및 각력암 등이 나타나고 있다. 응회질 셰일은 대개 자회색(赭灰色)이 우세하며 현미경 관찰 하에서 녹니석과 점토 광물이 집합체를 이룬다. 이 응회질 셰일층 위에는 응회암 및 현무암류가 나타난다. 응회암류는 두께의 변화가 크며 연속성이 불량하여 곳에 따라서는 두께 2 내지 4 m의 현무암류로 나타난다. 현무암류 위에는 두께 2 m 정도의 연속성이 양호한 고회질 석회암층이 발달하며 그 위에 응회질 사암층과 각력질 응회질 사암층이 나타난다. 439 고지 북서측 사면에서는 사암류 내에 수 매의 석회암층이 협재된다. 본 층의 최상부로 생각되는 439 고지 능선부를 점유하여 북동-남서 방향으로 길게 분포한다. 역(礫)의 크기는 3~5 cm, 최대 25 cm에 달하며 종류는 현무암류 등으로 구성된다.[7]
- 가은읍 작천리, 하괴리, 왕능리의 경계 지역에 위치한 높이 541 m의 옥녀봉에는 산 정상부와 능선부를 따라 옥녀봉층이 발달한다. 이 지역의 옥녀봉층은 주로 응회질 사암층으로 구성되며 국부적으로 각력질인 암석이 협재된다.[7]
- 왕능리 북부 은성탄광 부근에서는 광업소 북쪽에 옥녀봉에서 북동쪽으로 연장되어 온 옥녀봉층이 분포하며 북동 60°방향으로 더 연장되어 하내리 계곡에 이르러 산수동 역암층과 단층 접촉한다. 본 층은 주로 응회질 사암층으로 구성되며 불연속적인 두께 2~3 m의 고회질 석회암층을 협재한다.[7]
- 가은읍 왕능리에서 마성면 하내리로 넘어가는 지방도 제901호선 중간에 작은 고개가 하나 있는데 고개에 위치한 마을 이름이 '새터'이다.[28] 새터 고갯길 부근에 소규모로 분포하는 옥녀봉층은 북북동, 북서, 동 3면이 단층에 의하여 산수동 역암층층(북서측) 및 단산층(북북동과 동측)과 접하고 있다. 주로 응회질 사암으로 이루어진다.[7]
- 본 암석의 지질시대는 구조적인 조건에 비추어 볼 때 조선 누층군 대석회암층군의 상부로 생각되는 고회질/석회질 석회암층을 가지고 있으며 대석회암층군과 주향, 경사가 일치하고 중생대 대동 누층군 퇴적 이후에 형성된 단층에 의하여 상승한 지괴인 대석회암층군의 상위에 놓인 본 옥녀봉층이 하락한 지괴를 이루는 대동 누층군과 단층 접촉을 하고 있다. 따라서 본 지층은 상부 대석회암층군 즉 상부 오르도비스기와 대동 누층군 즉 중생대 쥐라기 사이에 형성된 지층이다.[7]

### 운암사층
운암사층(w; wunamsa formation, 雲巖寺層)은 농암면 갈동리 북부, 화산리와 율수리 일부 지역 그리고 불정동과 유곡동, 상주시 이안면 안용리와의 경계 지역에 발달하는 시대 미상의 지층이다. 불정동과 유곡동, 상주시 이안면 안용리의 경계 지역에 소재한 수정봉 부근에 위치한 운암사에서 본 지층의 이름이 유래되었다. 본 지층은 1935년에 작성된 문경 무연탄 탄전 지질도에서 사동층으로 기재된 바 있다. 그러나 본 층의 세부적인 층서로 보아 사동층에 대비되는 부분이 나타나지 않아 함창도폭에서는 평안 누층군과 다른 별개의 지층으로 보았다. 본 층 중에는 2~3매의 무연탄층이 협재된다.
- 농암면 율수리 동부와 갈동리 지역의 본 지층은 규장암(Kgp) 및 각섬석 화강암(Khgrj) 내에 포획암으로서 분포하며 운모편암, 흑색 점판암 및 약간의 석영편암층으로 구성되고 석탄층을 함유하고 있다. 이 지역에서는 규장암 및 화강암의 관입으로 인하여 직접 접하고 있지는 않으나 층서상으로 보아 대동계 기저 역암층인 산수동 역암층의 하부에 위치하고 있다.[7]
- 농암면 율수리 서부와 화산리 지역의 본 지층은 주로 흑색 셰일과 약간의 석회암과 석회규산염암 등으로 구성되며 흑색 셰일 중에는 가끔 탄질 셰일과 무연탄이 소량으로 협재되기도 한다. 율수리 서부 일대에서 이 층은 북동 15~40°, 북서 60~90°또는 남동 25° 및 북서 20°, 남서 50°등의 교란된 층리면을 가지고 있다. 이곳에서는 복잡한 습곡 구조를 보이기도 한다.[6]
- 수정봉 일대 지역에서의 본 지층은 알칼리 화강암(Kagr) 내에 포획암으로 잔류한다. 수정봉 남동부에서 2매, 불정동 남쪽에 소재한 운암사 남측에서 1매의 석회암 및 석회규산염암층이 협재되는데 이들 석회암층은 본 암층 내에 협재되는 것인지 혹은 본 지층 직하부에 놓이는 조선 누층군 대석회암층군의 석회암층이 반복되는 등사(等)斜 구조에 의하여 본 지층 속에 협재된 것인지는 확인되지 않았으나 수정봉 동측 1.5 km 지점에 나타나는 석회암층은 후자에 속하는 것으로 생각된다. 이들 석회암층은 조선 누층군 대석회암층군에 속하는 석회암층이거나 평안 누층군 홍점층 혹은 사동층 하부에 발달되는 석회암 협층일 가능성이 크다.[7]
- 위와 같은 사실들로 미루어 운암사층은 고생대에 형성된 지층이며 평안 누층군의 어느 함탄층과 대비될 수 있을 것으로 생각되기는 하였으나, 함창, 용유리 지질도폭이 발간되었을 당시에는 운암사층의 지질 시대를 명확히 정의할 수 있는 고생물의 화석 등이 발견되지 않아 정확한 시대를 알지 못하였다.
- 박수인(1989)은 문경 탄전 남단에 위치하는 농암면 지역의 운암사층의 석회암층을 대상으로 미화석 연구를 수행하였다. 연구 결과 코노돈트 화석 Diplognathodus edentulus, D. oertlii, Idiognathodus ellisoni, Streptognathodus elegantulus, S. elongatus 및 Sweetognathus whitei이 발견되었다. 그리고 방추충(푸줄리나) 화석 Pseudoschwagerina paraborealis, Pseudoschwagerina pavlovi 및 Pseudofusulina complicata이 발견되었다. 이 코노돈트 화석에 근거하여 Streptognathodus elongatus 그리고 Sweetognathus whitei 화석대를 설정하였다. 이 코노돈트는 일본, 북미 및 중남미 지역의 하부 페름기의 Sakmarian조에서 널리 보고된 표준 화석이므로, 운암사층의 지질시대는 하부 페름기 시수랄리아세 사크마라절(Sakmarian, 사크마리안)로 결정되었다.[29]

문경 지질도폭의 옥천 누층군 지층 대비표
| 전주·진안도폭 (1925) | 전주·진안도폭 (1925)              | 청산·영동도폭 (1929) | 청산·영동도폭 (1929)         | 황강리도폭 (1965) (충주·제천지역) | 황강리도폭 (1965) (충주·제천지역) | 문경도폭 (1966) | 문경도폭 (1966)    |
| 지층명               | 구성암                            | 지층명               | 구성암                       | 지층명                            | 구성암                            | 지층명          | 구성암             |
| -------------------- | --------------------------------- | -------------------- | ---------------------------- | --------------------------------- | --------------------------------- | --------------- | ------------------ |
| 기린봉층 (麒麟峯層)  | 천매암 흑운모 편암                | 운무봉층 (雲霧峯層)  | 천매암 운모편암 각섬암       | 문주리층                          | 녹니석편암                        | 이화령층        | 녹니석견운모편암   |
| 기린봉층 (麒麟峯層)  | 천매암 흑운모 편암                | 운무봉층 (雲霧峯層)  | 천매암 운모편암 각섬암       | 황강리층                          | 함력천매암                        | 조봉층          | 천매암 녹니석편암  |
| 신동층 (新洞層)      | 석영편암 흑운모편암 천매암 석회암 | 만월리층 (萬月里層)  | 석회암 천매암 변질 셰일      | 명오리층                          | 녹니석편암                        | 조봉층          | 천매암 녹니석편암  |
| 신동층 (新洞層)      | 석영편암 흑운모편암 천매암 석회암 | 만월리층 (萬月里層)  | 석회암 천매암 변질 셰일      | 북노리층                          | 석회암 함력천매암질암             | 백화산층        | 함력규질천매암질층 |
| 사대리층 (四大里層)  | 규암                              | 팔음산층 (八音山層)  | 흑운편암 규암 사암 변질 셰일 | 북노리층                          | 석회암 함력천매암질암             | 백화산층        | 함력규질천매암질층 |

## 중생대안산암
문경시 농암면 서부의 궁기리 남서부, 화산리 서부와 내서리의 산악 지대에는 대동 누층군 산수동 역암층과 상내리층을 관입한 경상계 안산암(Ka; andesite)이 분포한다. 농암면 화산리 서쪽 일대에서 표식적인 노두를 관찰할 수 있으며, 조항산 일대에서 중생대 흑운모 화강암(Kbgr)에 의해 그리고 농암면에서 경상계 규장 반암(Kfp)에 의해 관입 당했다. 함창 도폭 지역의 옥녀봉층(o)에는 현무암류가 있는데 이는 본 안산암의 활동이었을 것이라고 생각된다. 이런 사실은 농암면 궁기리 남쪽의 작은 노두에 나타난다. 여기서 안산암은 다공질(多孔質)이며 유동 구조를 나타내고 각섬암, 흑색 셰일, 처트, 석회암, 규암 등의 원도(圓度)가 불규칙한 역(礫)들 사이를 채워 집괴암(集塊巖, agglomerate)을 이루었다.
문경시의 안산암
- 문경시 농암면 내서리 쌍룡계곡
- 문경시 농암면 내서리 쌍룡계곡

## 중생대화성암
문경시 내에 분포하는 중생대의 화성암은 모두 백악기의 것이다. 문경시 북부 포암산~운달산~황정산 산악 지대와 문경시 남서부 희양산~대야산, 농암면 내서리, 가은읍 남동부 지역에 분포한다.

### 흑운모 화강암
흑운모 화강암(Biotite granite)은 문경시 북부 이화령~문경새재 지역에서 포암산~운달산~황정산 산악 지대와 문경읍 북부, 동로면 북서부, 산북면 북부 지역과, 문경시 서부 희양산~대야산과 가은읍 북서부 지역에 광범위하게 분포하며 위에서 설명한 지층들(부곡리층, 단산층, 이화령층 등)을 관입하였다. 이 화강암은 각각 월악산과 속리산을 중심으로 분포하는 거대한 화강암체의 일부로 단양군과 제천시, 괴산군, 상주시 지역으로 이어지며 주로 석영, 장석, 흑운모로 구성되고 절리가 발달한다. 문경시 농암면 내서리 쌍용계곡휴게소(도로명주소: 문경시 농암면 청화로 229) 앞 하천 바닥과, 문경읍 팔영리 390 (북위 36° 45′ 50.3″ 동경 128° 07′ 53.8″ / 북위 36.763972°  동경 128.131611° , 숲속의맑은향기펜션 앞)의 하천 바닥에서 화강암의 노두를 관찰할 수 있다.
문경지질공원의 지질명소 쌍룡계곡은 청룡과 황룡이 살던 곳이라 하여 붙여진 이름으로, 문경시 농암면 내서리 쌍룡계곡 일대의 지질은 9500만 년 전 중생대 백악기의 속리산 화강암과 규장질반암으로 구성된다. 쌍룡계곡의 화강암은 하천의 침식 작용으로 포트홀과 같은 침식 지형이 발달한다. 
정원석 외(2023)는 문경지질공원 후보지의 지질명소 쌍룡계곡, 용추계곡 그리고 문경새재를 구성하고 있는 화강암류와 규장질 관입암류의 저어콘 U-Pb 연령측정과 화학성분을 분석하였다. U-Pb 연대측정 결과는 쌍룡계곡 화강암(북위 36° 34′ 07.40″ 동경 127° 57′ 07.43″ / 북위 36.5687222°  동경 127.9520639° )이 93.9±3.3 Ma, 95.1±4.0 Ma, 94.4±2.0 Ma, 용추계곡의 화강암과 규장질암맥(북위 36° 40′ 4.23″ 동경 127° 57′ 30.89″ / 북위 36.6678417°  동경 127.9585806° ) 그리고 문경새재 반상 화강암북위 36° 46′ 24.10″ 동경 128° 4′ 20.12″ / 북위 36.7733611°  동경 128.0722556° 은 90.2±2.0 Ma, 91.0±3.0 Ma, 88.6±1.5 Ma으로 중생대 백악기에 해당한다. 우라늄 함량은 쌍룡계곡이 암회색 규장반암 81~1458 ppm, 규장반암 284~1294 ppm, 화강암이 106~3174 ppm, 용추계곡이 화강암 117~1667 ppm, 규장질암맥 43~4174 ppm, 문경새재 반상 화강암이 99~3163 ppm이다. 문경시 일대의 화성암류는 이자나기판의 섭입과 관련된 화강암체이다.

### 각섬석 화강암
각섬석 화강암(Hornblende granite)은 문경시 서·남부 지역인 가은읍과 농암면 남동부에 분포한다. 가은읍 저음리에서 녹암층 이하 평안 누층군을 관입하며 가은읍 갈전리에서 민지리까지 대동 누층군 산수동 역암층을 관입한다.

### 규장암
화강반암 및 규장암, 또는 규장반암은 문경시 남서쪽 농암면 일대에서 옥녀봉층, 대동 누층군 산수동 역암층, 각섬석 화강암, 경상계 안산암 등을 관입한다. 문경시 농암면 율수리와 연천리 일대에서 관찰되며 흑운모 화강암과 알칼리 화강암의 주변부에서 암상이 점이적으로 변한다. 규장 반암은 화강암체가 관입되면서 그 주변부를 따라 형성된 것으로 추정된다.
문경시의 백악기 화성암
- 흑운모 화강암, 문경시 농암면 내서리 쌍룡계곡
- 흑운모 화강암, 문경시 농암면 내서리 쌍룡계곡
- 화강반암 및 규장암, 문경시 농암면 종곡리 하울교 전면
- 흑운모 화강암, 문경시 가은읍 완장리 용추계곡

## 지층대비표
이상을 정리하면 다음과 같다.
| 지 질 시 대             | 괴산도폭 가은읍 완장리, 원북리 북서부 | 괴산도폭 가은읍 완장리, 원북리 북서부 | 괴산도폭 가은읍 완장리, 원북리 북서부 | 용유리도폭 가은읍 죽문리 서부 농암면 남서부, 북서부 | 용유리도폭 가은읍 죽문리 서부 농암면 남서부, 북서부 | 용유리도폭 가은읍 죽문리 서부 농암면 남서부, 북서부 | 문경도폭 문경읍, 동로면 북서부 산북면 북서부, 마성면 중북부 호계면 부곡리, 선암리, 호계리 가은읍 원북리 동부 | 문경도폭 문경읍, 동로면 북서부 산북면 북서부, 마성면 중북부 호계면 부곡리, 선암리, 호계리 가은읍 원북리 동부 | 문경도폭 문경읍, 동로면 북서부 산북면 북서부, 마성면 중북부 호계면 부곡리, 선암리, 호계리 가은읍 원북리 동부 | 함창도폭 마성면 남부, 가은읍 남동부 농암면 남동부, 호계면 중남부 점촌지구, 영순면 서부 산양면 서부 | 함창도폭 마성면 남부, 가은읍 남동부 농암면 남동부, 호계면 중남부 점촌지구, 영순면 서부 산양면 서부 | 함창도폭 마성면 남부, 가은읍 남동부 농암면 남동부, 호계면 중남부 점촌지구, 영순면 서부 산양면 서부 | 단양도폭 동로면 명천리 | 단양도폭 동로면 명천리 | 단양도폭 동로면 명천리 | 상금곡도폭 동로면 산북면 동부    | 상금곡도폭 동로면 산북면 동부 | 상금곡도폭 동로면 산북면 동부 | 예천도폭 산북면 남부, 산양면 동부 영순면 동부 | 예천도폭 산북면 남부, 산양면 동부 영순면 동부 | 예천도폭 산북면 남부, 산양면 동부 영순면 동부 |
| 지 질 시 대             | 지층명                                | 구성 암석                             | 두께                                  | 지층명                                              | 구성 암석                                           | 두께                                                | 지층명 | 구성 암석 | 두께 | 지층명                                                                                             | 구성 암석                                                                                          | 두께                                                                                               | 지층명                 | 구성 암석              | 두께                   | 지층명                           | 구성 암석                     | 두께                          | 지층명                                        | 구성 암석                                     | 두께                                          |
| ----------------------- | ------------------------------------- | ------------------------------------- | ------------------------------------- | --------------------------------------------------- | --------------------------------------------------- | --------------------------------------------------- | --- | --- | --- | -------------------------------------------------------------------------------------------------- | -------------------------------------------------------------------------------------------------- | -------------------------------------------------------------------------------------------------- | ---------------------- | ---------------------- | ---------------------- | -------------------------------- | ----------------------------- | ----------------------------- | --------------------------------------------- | --------------------------------------------- | --------------------------------------------- |
| 중 생 대 화 성 암       | 흑운모 화강암 (Kbgr)                  | 화강암                                | -                                     | 흑운모 화강암 (Kbgr)                                | 화강암                                              | -                                                   | 흑운모 화강암 (Kbgr)                                                                                         | 화강암 | - | 흑운모 화강암 (Kbgr)                                                                               | 화강암                                                                                             | -                                                                                                  | 흑운모 화강암 (Kbgr)   | 화강암                 | -                      | 흑운모 화강암 (Kbgr)             | 화강암                        | -                             | -                                             | -                                             | -                                             |
| 중 생 대 화 성 암       | -                                     | -                                     | -                                     | 알칼리 화강암 (Kagr)                                | 화강암                                              | -                                                   | - | - | - | 알칼리 화강암 (Kagr)                                                                               | 화강암                                                                                             | -                                                                                                  | -                      | -                      | -                      | -                                | -                             | -                             | -                                             | -                                             | -                                             |
| 중 생 대 화 성 암       | -                                     | -                                     | -                                     | -                                                   | -                                                   | -                                                   | 각섬석 화강암 (Khgr)                                                                                         | 각섬석 화강암                                                                                                | - | 각섬석 화강암 (Kbgrj)                                                                              | 각섬석 화강암                                                                                      | -                                                                                                  | -                      | -                      | -                      | -                                | -                             | -                             | -                                             | -                                             | -                                             |
| 중 생 대 화 성 암       | -                                     | -                                     | -                                     | 규장 반암 (Kfp)                                     | 화강암질 반암                                       | -                                                   | - | - | - | 화강반암 및 규장암 (Kgp)                                                                           | 화강반암/규장암                                                                                    | -                                                                                                  | -                      | -                      | -                      | -                                | -                             | -                             | -                                             | -                                             | -                                             |
| 중 생 대 화 성 암       | -                                     | -                                     | -                                     | 안산암 (Ka)                                         | 안산암                                              | -                                                   | - | - | - | -                                                                                                  | -                                                                                                  | -                                                                                                  | -                      | -                      | -                      | -                                | -                             | -                             | -                                             | -                                             | -                                             |
| 중 생 대 화 성 암       | -                                     | -                                     | -                                     | -                                                   | -                                                   | -                                                   | - | - | - | -                                                                                                  | -                                                                                                  | -                                                                                                  | -                      | -                      | -                      | -                                | -                             | -                             | 흑운모 화강암 (Jbgr)                          | 화강암                                        | -                                             |
|                         |                                       |                                       |                                       |                                                     |                                                     |                                                     | | | | | | |                        |                        |                        |                                  |                               |                               |                                               |                                               |                                               |
| 시 대 미 상             | -                                     | -                                     | -                                     | -                                                   | -                                                   | -                                                   | 이화령층 (PZoih)                                                                                             | (담)회색 녹니석편암 견운모녹니석편암 괴상 사질암                                                             | - | -                                                                                                  | -                                                                                                  | -                                                                                                  | -                      | -                      | -                      | -                                | -                             | -                             | -                                             | -                                             | -                                             |
| 시 대 미 상             | -                                     | -                                     | -                                     | -                                                   | -                                                   | -                                                   | 조봉층 (PZoch)                                                                                               | 천매암질 운모편암 사질암 견운모 녹니석편암                                                                   | - | -                                                                                                  | -                                                                                                  | -                                                                                                  | -                      | -                      | -                      | -                                | -                             | -                             | -                                             | -                                             | -                                             |
| 시 대 미 상             | -                                     | -                                     | -                                     | -                                                   | -                                                   | -                                                   | 백화산층 (PZoph)                                                                                             | 함력규질천매암질암                                                                                           | - | -                                                                                                  | -                                                                                                  | -                                                                                                  | -                      | -                      | -                      | -                                | -                             | -                             | -                                             | -                                             | -                                             |
| 시 대 미 상             | -                                     | -                                     | -                                     | 각섬암 (hb)                                         | 각섬암                                              | -                                                   | 백화리 각섬암 (Phb)                                                                                          | 각섬암 | - | 각섬암 (Phb)                                                                                       | 각섬암                                                                                             | -                                                                                                  | -                      | -                      | -                      | -                                | -                             | -                             | -                                             | -                                             | -                                             |
| 시 대 미 상             | -                                     | -                                     | -                                     | 상내리층 (PZosf)                                    | 녹색 셰일 회색/백색 석회암                          | -                                                   | 상내리층 (PZost)                                                                                             | 흑색 점판암 담녹색 녹니편암 담회색 견운모편암 회색 사질천매암질암 편상 사질암 암회색/갈색 규질 천매암질암    | - | 상내리층 (PZosf)                                                                                   | 녹회색 점판암 중립/조립 사암                                                                       | -                                                                                                  | -                      | -                      | -                      | -                                | -                             | -                             | -                                             | -                                             | -                                             |
| 시 대 미 상             | -                                     | -                                     | -                                     | 상내리층 (PZosf)                                    | 녹색 셰일 회색/백색 석회암                          | -                                                   | 상내리층 (PZost)                                                                                             | 흑색 점판암 담녹색 녹니편암 담회색 견운모편암 회색 사질천매암질암 편상 사질암 암회색/갈색 규질 천매암질암    | - | 상내리층 (PZosf)                                                                                   | 흑색 점판암 셰일 회색 석회암 중립/조립 흑색 /암회색 사암 무연탄                                    | -                                                                                                  | -                      | -                      | -                      | -                                | -                             | -                             | -                                             | -                                             | -                                             |
|                         |                                       |                                       |                                       |                                                     |                                                     |                                                     | | | | | | |                        |                        |                        |                                  |                               |                               |                                               |                                               |                                               |
| 중 생 대 동 누 층 군    | -                                     | -                                     | -                                     | -                                                   | -                                                   | -                                                   | 단산층 (Jd)                                                                                                  | 사암 사질 셰일 셰일 함력조립사암                                                                             | - | 단산층 (Jd)                                                                                        | 흑색셰일 사질셰일 흑색세립사암 조립질알코스사암 역질사암 조립/세립사암 셰일 규암질사암 무연탄      | -                                                                                                  | 반송층 (Jbs)           | 셰일 사암 무연탄       | 300                    | -                                | -                             | -                             | -                                             | -                                             | -                                             |
| 중 생 대 동 누 층 군    | -                                     | -                                     | -                                     | 산수동 역암층 (Js)                                  | 역암                                                | -                                                   | 부운령 역암층 (Jp)                                                                                           | 역암 | 500 | 산수동 역암층 (Js)                                                                                 | 역암 역질사암                                                                                      | 20~300                                                                                             | -                      | -                      | -                      | -                                | -                             | -                             | -                                             | -                                             | -                                             |
| 고 생 대 평 안 누 층 군 | -                                     | -                                     | -                                     | -                                                   | -                                                   | -                                                   | 녹암층 (TRh)                                                                                                 | 담녹색/담갈색 셰일 세립/조립사암                                                                             | - | 녹암층 (TRh)                                                                                       | 갈색 셰일 사질 셰일 담회녹색 세립/조립사암                                                         | 400                                                                                                | -                      | -                      | -                      | -                                | -                             | -                             | -                                             | -                                             | -                                             |
| 고 생 대 평 안 누 층 군 | -                                     | -                                     | -                                     | -                                                   | -                                                   | -                                                   | 고방산층 | 조립질사암 세립/중립사암                                                                                     | 200 | 고방산층                                                                                           | 조립사암 세립/중립사암 (녹)회색 셰일                                                               | 200                                                                                                | -                      | -                      | -                      | -                                | -                             | -                             | -                                             | -                                             | -                                             |
| 고 생 대 평 안 누 층 군 | -                                     | -                                     | -                                     | -                                                   | -                                                   | -                                                   | 고방산층 | 흑색 셰일 사질 셰일 암흑색 사암 무연탄                                                                       | - | 고방산층                                                                                           | 흑색 셰일 사질 셰일 암회색/흑색 조립/중립사암 무연탄                                               | 90                                                                                                 | -                      | -                      | -                      | -                                | -                             | -                             | -                                             | -                                             | -                                             |
| 고 생 대 평 안 누 층 군 | -                                     | -                                     | -                                     | -                                                   | -                                                   | -                                                   | 고방산층 | 규질사암층                                                                                                   | 200 | 고방산층                                                                                           | 담회백색 조립사암 셰일 사질 셰일                                                                   | 100                                                                                                | -                      | -                      | -                      | -                                | -                             | -                             | -                                             | -                                             | -                                             |
| 고 생 대 평 안 누 층 군 | -                                     | -                                     | -                                     | -                                                   | -                                                   | -                                                   | 사동층 (Ps)                                                                                                  | 흑색 셰일 흑색 사질셰일 사암                                                                                 | - | 사동층 (Ps)                                                                                        | 흑색세립사암 사질 셰일 셰일 무연탄                                                                 | -                                                                                                  | -                      | -                      | -                      | -                                | -                             | -                             | -                                             | -                                             | -                                             |
| 고 생 대 평 안 누 층 군 | -                                     | -                                     | -                                     | -                                                   | -                                                   | -                                                   | 사동층 (Ps)                                                                                                  | 흑색 셰일 흑색 사질셰일 사암                                                                                 | - | 사동층 (Ps)                                                                                        | 중립/조립 암회색 사암 흑색 셰일층                                                                  | -                                                                                                  | -                      | -                      | -                      | -                                | -                             | -                             | -                                             | -                                             | -                                             |
| 고 생 대 평 안 누 층 군 | -                                     | -                                     | -                                     | -                                                   | -                                                   | -                                                   | 사동층 (Ps)                                                                                                  | 흑색 셰일 흑색 사질셰일 사암                                                                                 | - | 사동층 (Ps)                                                                                        | 암회색/흑색 셰일 사질 셰일 세립/중립질 사암 석회암                                                 | -                                                                                                  | -                      | -                      | -                      | -                                | -                             | -                             | -                                             | -                                             | -                                             |
| 고 생 대 평 안 누 층 군 | -                                     | -                                     | -                                     | -                                                   | -                                                   | -                                                   | 홍점층 (Ch)                                                                                                  | 은회색 셰일                                                                                                  | - | 홍점층 (Ch)                                                                                        | 중립/조립질 사암 사질 셰일 셰일 담홍백색 석회암                                                    | 200                                                                                                | -                      | -                      | -                      | -                                | -                             | -                             | -                                             | -                                             | -                                             |
|                         |                                       |                                       |                                       |                                                     |                                                     |                                                     | | | | | | |                        |                        |                        |                                  |                               |                               |                                               |                                               |                                               |
| 시 대 미 상             | -                                     | -                                     | -                                     | 운암사층(w)                                         | 흑색 셰일 석회암 석회규산염암 무연탄                | -                                                   | - | - | - | 운암사층(w)                                                                                        | 운모 편암 흑색 점판암 석영 편암 무연탄                                                             | -                                                                                                  | -                      | -                      | -                      | -                                | -                             | -                             | -                                             | -                                             | -                                             |
|                         |                                       |                                       |                                       |                                                     |                                                     |                                                     | | | | | | |                        |                        |                        |                                  |                               |                               |                                               |                                               |                                               |
| 시 대 미 상             | -                                     | -                                     | -                                     | -                                                   | -                                                   | -                                                   | - | - | - | 옥녀봉층 (o)                                                                                       | 응회암 응회질 사암 현무암 석회암 역암                                                              | -                                                                                                  | -                      | -                      | -                      | -                                | -                             | -                             | -                                             | -                                             | -                                             |
|                         |                                       |                                       |                                       |                                                     |                                                     |                                                     | | | | | | |                        |                        |                        |                                  |                               |                               |                                               |                                               |                                               |
| 조 선 계                | -                                     | -                                     | -                                     | 부곡리층 (Op)                                       | 석회암                                              | -                                                   | 부곡리층 (Op)                                                                                                | 석회암 사암 셰일                                                                                             | 1000 | 대석회암층군 (Op)                                                                                  | 고회질 석회암 고회암                                                                               | -                                                                                                  | 삼태산층 (Os)          | 석회암                 | -                      | 산북층                           | -                             | -                             | -                                             | -                                             | -                                             |
| 조 선 계                | -                                     | -                                     | -                                     | -                                                   | -                                                   | -                                                   | - | - | - | -                                                                                                  | -                                                                                                  | -                                                                                                  | -                      | -                      | -                      | 장산 규암층                      | 규암                          | -                             | -                                             | -                                             | -                                             |
| 선 캄 브 리 아 기       | -                                     | -                                     | -                                     | -                                                   | -                                                   | -                                                   | 화강암질 편마암 (PCEggn)                                                                                     | 화강암질 편마암 운모편암 석영편암                                                                            | - | 대가산 편마암                                                                                      | 화강암질 편마암 (dgn)                                                                              | -                                                                                                  | -                      | -                      | -                      | 흑운모 화강암질 편마암 (PCEbggn) | 편마암                        | -                             | 흑운모 화강암질 편마암 (bggn)                 | 편마암                                        | -                                             |
| 선 캄 브 리 아 기       | -                                     | -                                     | -                                     | -                                                   | -                                                   | -                                                   | 화강암질 편마암 (PCEggn)                                                                                     | 화강암질 편마암 운모편암 석영편암                                                                            | - | 대가산 편마암                                                                                      | 호상 편마암 (bgn)                                                                                  | -                                                                                                  | -                      | -                      | -                      | 흑운모 화강암질 편마암 (PCEbggn) | 편마암                        | -                             | 흑운모 화강암질 편마암 (bggn)                 | 편마암                                        | -                                             |
| 선 캄 브 리 아 기       | -                                     | -                                     | -                                     | -                                                   | -                                                   | -                                                   | - | - | - | 금곡리 편암 (Ksch)                                                                                 | 편암류                                                                                             | -                                                                                                  | -                      | -                      | -                      | -                                | -                             | -                             | 금곡리 편암 (Ksch)                            | 편암류                                        | -                                             |

## 석탄 (문경탄전)
문경시에서의 석탄은 평안계 지층의 사동층(Ps), 고방산층(TRg)과 대동계 지층의 상부 부운령 역암층(Jp) 또는 하부 단산층(Jd) 등의 지층에 협소하게 발달한 탄층(挾炭層)으로서 발달한다. 이들은 마성면 외어리에서 가은읍을 거쳐 농암면 농암리에 이르기까지 광범위하게 분포한다. 함창도폭에 의하면 1968년 당시 평안 누층군 사동층(Ps) 내에 있는 탄층은 가행되지 못하였고 하부 단산층의 탄층은 산발적으로 채탄되었으며 주로 고방산층(TRg) 중부 셰일층에 발달되는 무연탄층이 활발히 가행되었다고 한다. 각 탄광·광업소의 위치는 국토지리정보원 국토정보맵 구(舊)지도를 참조하였다.
문경도폭(1967) 지역의 주요 탄광들
- 대정·단기탄광 : 가섭리 북편 산릉(=호계면 호계리)에서 평안계 사동층(Ps)의 협탄층(挾炭層)을 개발하는 본 탄광은 본 지역에서 유일한 사동층 개발지역이다. 갱도는 지층에 크로스(cross)하여 굴착하였다.
- 대동탄광 : 오정산 지하 오천리에 위치하여 평안계 고방산층(TRg)의 협탄층을 개발하고 있는 본 탄광은 본역 내에서는 굴지의 탄광이다. 많은 갱도가 있으나 오천 제9 갱도와 제3 갱도에서만 채탄하고 있을 뿐이다. 이 부근의 암석층은 복잡한 지질 구조의 영향을 받아 팽축(膨縮)이 심하다. 오천 제9 갱도에서 확인된 바에 따르면 탄층은 5개의 층(五枚)으로서 대체로 북동 30~50°의 주향에 경사는 북서 70°로서 고각의 경사를 보이며 발달한다. 제1 탄층은 두께 20~30 cm 로서 가치가 없으며 제2 탄층은 두께 10~20 cm, 최대 150 cm 에 이르고 제3 탄층은 팽축(膨縮; 늘었다 줄었다)이 극심하여 두께가 최소 5 cm에서 최대 5~6 m까지 간다. 제4, 제5 탄층은 각각 2, 3 m의 두께를 가진다.
- 보림(寶林)탄광 : 대동계 단산층(Jd)의 하부 협탄층을 개발하고 있으며 탄층의 평균 두께는 60 cm이다. 지질 구조의 영향으로 굴곡되어 있다.
- 봉명(鳳鳴)탄광 : 국토지리정보원의 1970년대 구지도에서 봉명산 서쪽이자 마성면 외어리 서북쪽 끝 지역에 위치한 것이 확인된다. 본 지역에서 가장 큰 탄광으로서 대동계 상부 봉명층의 협탄층을 개발하고 있다. 이 탄광에서는 6매(枚)의 탄층이 발달하는데 하부로부터 제1, 2, 3 협암층은 2~3 m 간격으로 발달하는 인접 탄층으로서 평균 두께 50, 150, 50 cm로 되며 제2 탄층만이 가행(稼行)되고 있다. 제4 탄층은 평균 두께 150 cm로서 현재(1967년 당시를 기준으로) 봉명 흑연 광산 제2 사갱(斜坑) 각 갱도에서 착탄 채굴중이며 제5 탄층도 평균두께 1.5~3 m로서 가행(稼行)중에 있다. 제6 탄층은 국부적으로 3매의 탄층으로 분리되기도 하나 동일탄층으로서 평균 두께는 1 m이다.

함창도폭(1968) 지역의 주요 탄광들
- 은성(恩城)광업소 : 가은읍 왕능리 가은역 부근에 위치했었다. 주변에는 평안 누층군 고방산층군, 대동계 산수동 역암층이 분포하고 있다.
- 문경탄광 : 불정역 인근에 위치했었다. 이 지역에는 오정산에서 어룡산까지 북동-남서 방향으로 발달하는 평안 누층군이 지나가는데 주요 함탄층은 중부 고방산층 셰일층 및 상부 사동층으로서 사동층 내에는 2~3매의 무연탄층이 협재되는데 고방산층과의 경계로부터 10 m 하위에 발달되는 사동층 상부 탄층은 두께 0.5 m에 달하기도 하나 연속성이 불량하다. 이로부터 30 m 아래에 놓이는 사동층 중부 탄층은 양호한 발달을 보이나 불연속적인 렌즈상(狀) 탄층으로 발달한다. 사동층 하부 탄층은 가장 불량한 발달을 보인다. 함창도폭에 의하면 그 당시 이 지역에서 가행되었던 것은 중부 고방산층 셰일층에 발달되는 4 내지 5매의 협탄층이다. 이들은 셰일층 최하부 암회색 중립 사암층으로부터 약 20 m 상위에 놓이는 하부 탄층, 여기서 상부로 가면서 약 40 m의 간격을 두고 발달하는 중부 및 상부탄층으로 구분된다. 이들 탄층은 심한 습곡 작용을 받아 두께의 현저한 변화를 보이고 있으나 평균적으로 1~1.5 m에 달한다. 이들 3매의 고방산층 협탄층에 대한 매장량은 1963년 당시 30,375,000 M/T으로 산출되었으며 열량 4천~6천 cal, 탄소의 함량 50~70%로서 양질의 무연탄으로 이루어진다.

### 문경석탄박물관

문경석탄박물관

## 문경시의 단층
문경시는 다른 지역과 비교하면 단층의 밀도가 높은 편이다. 단층은 크게 대동계 말(쥐라기 이후)에 있었던 대 지각 변동에 의해 형성된 것으로 백악기 말 화성활동 이전의 것과 이후에 형성된 것으로 나눌 수 있다. 전자의 단층은 규모가 크고 중요하며 후자의 단층은 대부분 규모가 작다. 또한, 전자는 대부분 역단층인데 후자는 거의 수직단층이다. 문경도폭(1967)에서 보고된 단층만 9개에 달할 정도로 크고 작은 규모의 단층이 많이 있다. 황상기(1997)는 문경탄전 남서부 농암면~은척면 지역 평안 누층군 내부에 발달하는 스러스트 단층이 화강암에 의해 관입당했으며 일부 지역에서 대동 누층군이 평안 누층군 위로 충상된 것을 근거로 2번의 스러스트 조구조 운동이 있었다고 해석하였다.
화강암 관입 전에 형성된 단층

### 문경 단층
문경 단층(문경 대역단층)은 문경읍 부근의 봉명 탄광에서 마성면 외어리와 오천리를 거쳐 하내리로 이어지는 연장 약 12 km의 스러스트 단층으로 부분적으로 30~40°로 경사하는 곳도 있으나 대략 남-북 주향에 서쪽으로 60°경사한다. 고생대 오르도비스기의 부곡리층(Op)이 중생대 쥐라기의 대동계 단산층(Jd)위로 충상되어 있다.

### 고요리 단층
고요리 단층은 문경읍 고요리를 중심으로 북동 45°주향에 남서 70°의 경사로 발달하는 역단층이다. 문경 단층과 마찬가지로 조선계 부곡리층을 충상하여 대동계 단산층을 오버랩(overlap)하는 단층이다.

### 봉명 단층
봉명 단층은 봉명산 산정부를 약간 비껴 북쪽의 고요리 단층과 거의 평행하게 발달되어 있으며 대략 80°내외의 급경사를 하고 있다. 대동계 단산층 내에 발달한 주향 이동성 정단층(strike-slip normal fault)로서 단층 이남에서 단산층 상부 봉명층 탄층의 발달은 극히 빈약하다.

### 선암 단층
선암 단층은 호계면 선암리 북서쪽 선암산 바로 옆에 북서 20°의 주향을 갖는 수직 단층이다.

### 오천리 단층
오천리 단층은 마성면 오천리에서 오정산에 이르는 대동계 단산층 사암 중에 주향 북동 50°에 경사 북서 80°인 단층과 이어서 분기된 북동 70°주향에 경사 남동 70°인 단층이 확인되었다. 낙차(변위량)는 알 수 없다.
화강암 관입 후에 형성된 단층

### 주흘산 단층
주흘산 단층은 주흘산 부근의 옥천계 백화산층 및 조봉층에서 화강암에 걸쳐 형성된 낙차 100 m 내외의 수직 단층이다
오정산 일대의 단층
오정산 일대의 평안 누층군 및 대동 누층군 지층들은 3회에 걸친 변형 작용을 받아 지질 구조가 복잡하다. 김정환(1986)은 오정산 일대에서 관찰되는 지층의 반복 현상이 습곡보다는 북동 주향으로 발달하는 스러스트 단층에 기인한 것이라고 보았다. 단층들은 북서→남동쪽으로 가면서 문경 단층, 어룡산 스러스트 단층, 불정 스러스트 단층, 가섭 스러스트 단층으로 명명되었다.

### 오정산 단층
오정산 단층 오정산정 서측으로 발달하는 대규모 역단층으로 평안계 고방산층 중에 대략 북동 45°의 주향의 단층선을 따라 서측 지괴가 충상하여, 평안계 고방산층 상위에 놓고 대동계 부운령 역암층을 고방산층의 유백색 사암이 오버랩(overlap)하여 나타난다.

### 가섭 충상단층
가섭 스러스트 단층은 북동 주향으로 주로 평안 누층군 홍점층과 사동층의 경계부를 따라 발달한다. 이 단층에 따라서 가섭리 부근에서 홍점층이 절단되어 협소하게 분포하며 대정광업소 부근에서 조선 누층군과 평안 누층군 홍점층이 직접 접하여 폭 30 m의 단층파쇄대가 발달한다. 안불정 지역에서는 조선 누층군과 홍점층이 인편상 구조를 형성하여 반복 분포한다.

### 불정 충상단층
불정 스러스트 단층은 오정산 서측 사면에서 새봉까지 연장되며 남쪽에서는 산수동 역암층 하위에 있으나 보림골 부근에서는 산수동 역암층 상위로 발달한다.

### 어룡산 충상단층
어룡산 스러스트 단층은 보림골에서 정산광업소를 지나 진남교 부근까지 스러스트 단위 상위에 평안 누층군 사동층, 고방산층, 녹암층을 수반한다. 불정 스러스트 단층과 이 단층에 수반되는 고방산층의 경우 최하위에 함력사암층이 존재하지 않으며 담회색 조립사암대가 타 지역에 비해 얇다.
기타 소규모 단층

### 막곡 단층
막곡 단층은 지질도 상으로 문경시 남동부 호계면 지천리에서 우지동과 공평동을 거쳐 상주시 이안면 양범리까지 이어지는 주향 북동 40°의 단층이다. 조선계 부곡리층(Op)과 대가산 편마암(bgn)의 경계를 이루며 양측 지괴의 변위 방향 및 변위량은 알 수 없다. 본 단층의 남서측 연장부는 알칼리 화강암(Kagr)의 관입에 의하여 나타나지 않으나 알칼리 화강암의 대가산 편마암과의 경계선이 본 단층의 연장 가상선과 거의 일치하고 있어 본 단층이 구조적으로 본 역에 있어서 알칼리 화강암의 관입활동에 미친 영향성이 적지 않았던 것으로 추측된다. 알칼리 화강암에 의해 소멸되었던 단층면은 더 남쪽인 상주시 이안면 대현리에서 대현리 단층에 의해 절단되어 그 이남 지역에서는 소규모로 화강암이 관입하고 있어서 본 단층면이 보존된 것으로 생각되나 중소리층의 부정합적 피복에 의해 나타나지 않는다. 옥동 단층이 함창읍까지 내려오는 것을 고려하면 막곡 단층은 옥동 단층의 일부일 가능성도 있다.

### 가은 단층
가은 단층은 남서쪽으로는 농암면 농암리(籠巖里)에서 가은읍 왕능리-마성면 하내리 간 고갯길에 위치한 '새터' 마을을 거쳐 북동쪽으로는 봉립(鳳笠; 봉생동)까지 이어지는 북동-남서 방향의 충상 단층이다. 본 단층은 북쪽으로 60° 경사하는데 새터 부근에서 어룡 단층에 의해 절단된다. 본 단층에 의하여 조선계 대석회암층군 부곡리층(Op)의 상부 석회암층이 대동계의 하부 단산층과 접하고 있어 800 m 이상의 수직 낙차를 갖는 대규모 단층이다. 지질도 상에 나온 단층의 연장은 10 km 이상으로 보인다.

### 어룡 단층
어룡 단층은 문경시 불정동-가은읍-마성면 경계에 소재한 어룡산 북측 산사면을 지나 오정산으로 이어지는 주향 북동 40~70°, 경사 북서 60°을 보이는 단층이다. 가은읍 새터 부근에서 하내리 단층에 의해 절단되며 오정산 남측에서는 큰 낙차를 보이지 않으나 남서쪽으로 갈수록 단층의 양쪽 지괴의 변위량이 증대되어 어룡산 서측 능선부(가은읍 갈전리-마성면 하내리 경계지역)에 이르러서는 하부의 평안 누층군 고방산층과 녹암층을 부정합으로 덮고 있는 대동계 단산층 하부와 접하고 있어서 낙차가 500 m 내외에 달하는 대규모의 힌지 단층이다.

### 하내리 단층
하내리 단층은 마성면 하내리를 중심으로 발달하는 북동-남서 주향의 단층이다. 가은 단층 및 어룡 단층을 절단하는 비교적 나중에 생성된 단층이다.

### 하괴리 단층
하괴리 단층 가은읍 하괴리를 중심으로 발달하는 북동-남서 주향의 단층이다. 단층면은 북쪽으로 40~60° 경사하며 시대 미상의 상내리층(PZost)과 조선계 대석회암층군(Op)과의 경계를 이룬다.

### 연천 단층
연천 단층은 농암면 연천리를 중심으로 북동 60° 주향으로 발달하는 수직 단층이다. 옥녀봉층과 조선계 대석회암층군 그리고 홍점층이 단층으로 접촉하게 하며 단층의 운동 방향 및 변위량은 알 수 없다.

## 같이 보기
- 한국의 지질
- 강릉시의 지질
- 삼척시의 지질
- 태백시의 지질
- 영월군의 지질
- 정선군의 지질
- 평창군의 지질
- 단양군의 지질
- 충주시의 지질
- 상주시의 지질
- 조선 누층군
- 평안 누층군
- 옥천 누층군
- 문경석탄박물관
- 한국의 단층